# Joseph Conrad
Joseph Conrad (poljsko Józef Teodor Konrad Korzeniowski), poljsko-britanski pisatelj, * 3. december 1857, Terehove pri Berdičivu, Kijevska gubernija, Ruski imperij (zdaj Ukrajina), † 3. avgust 1924, Bishopsbourne, Anglija.
Danes ga štejejo med najpomembnejše romanopisce v angleškem jeziku. Leta 1878 se je pridružil Britanski trgovski mornarici in leta 1886 prejel britansko državljanstvo. Čeprav se je naučil govoriti tekoče angleško šele v svojih dvajsetih, je bil mojstrski stilist, ki je v angleško literaturo prinesel neangleško občutenje. Pisal je krajše zgodbe in romane, mnoge postavljene v mornarsko okolje, ki prikazujejo preizkušnje človeškega duha sredi brezdušnega in nedoumljivega univerzuma.
Conrada štejejo za zgodnjega modernista, čeprav njegova dela še vedno vsebujejo elemente realizma iz 19. stoletja. Njegov pripovedni slog in antiherojski liki so vplivali na mnoge avtorje, kot so F. Scott Fitzgerald, William Faulkner, Ernest Hemingway, André Malraux, George Orwell, Graham Greene, Gabriel García Márquez, John le Carré, V. S. Naipaul, Philip Roth, J. M. Coetzee in Salman Rushdie. Mnogo filmov je nastalo po priredbi ali po navdihu njegovih del. Conrad je pisal v času vrhunca Britanskega imperija in je snov črpal med drugim iz nacionalnih izkušenj svoje rodne Poljske ter iz svojih lastnih izkušenj v francoski in angleški trgovski mornarici, da je potem ustvaril kratke zgodbe in romane, ki odsevajo aspekte s strani Evrope vladanega sveta – vključno z imperializmom in kolonializmom – medtem ko hkrati temeljito preiskujejo človeško psiho. 

## Življenje

### Zgodnja leta
Joseph Conrad se je rodil 3. decembra 1857 v Berdičivu, v delu Ukrajine, ki je pred letom 1793 pripadal Poljski in ki je bil v času njegovega rojstva pod Rusko vladavino. Bil je edini otrok Apolla Korzeniowskega in njegove žene Ewe Bobrowske. Njegov oče je bil pisatelj, prevajalec, politični aktivist in je imel pretenzijo biti revolucionar. Konrad je bil krščen kot Józef Teodor Konrad, po svojem dedu po materini strani Józefu, po svojem dedu po očetovi strani Teodorju in po junakih (obema je ime Konrad) dveh del Adama Mickiewicza: Dziady and Konrad Wallenrod. V svoji družini je bil pozneje bolj poznan pod imenom Konrad, kot pa pod imenom Józef.
Čeprav je bila velika večina okoliških prebivalcev Ukrajincev in velika večina prebivalcev Berdičiva Judov, je bilo skoraj vse podeželje v posesti poljske »szlachte« (izg.: šlahta), to je plemstva, kateremu je pripadala tudi Conradova družina kot nosilka grba, imenovanega »Nałęcz«. Poljska literatura, še posebej domoljubna, je bila visoko cenjena pri tamkajšnjem poljskem prebivalstvu.
Družina Korzeniowski je igrala pomembno vlogo v poljskih poskusih, da bi si zopet pridobili neodvisnost. Conradov ded po očetovi strani je služil pod knezom Józefom Poniatowskim med Napoleonovim pohodom v Rusijo in je sestavil svoj lastni konjeniški eskadron med vstajo novembra 1830. Conradov srdito patriotski oče je pripadal »belim« nasprotni stranki »rdečih«, katere cilj je bila ponovna vzpostavitev meja pred delitvijo Poljske 1772 in katera je tudi zagovarjala zemljiško reformo ter odpravo tlačanstva. Conradova poznejša zavrnitev, da bi šel po očetovih stopinjah, in njegova odločitev za izgnanstvo raje kot za odpor, sta bili za Conrada izvor vse življenje trajajoče krivde.
Zaradi očetovih poskusov ukvarjanja s kmetovanjem in njegovega političnega aktivizma se je družina pogosto selila. Maja 1861 so se preselili v Varšavo, kjer se je Apollo pridružil upornikom proti Ruskemu cesarstvu. To je privedlo do njegove priprtja v X. Paviljonu varšavske citadele. Conrad je pozneje zapisal: »Na dvorišču te citadele – značilno za naš narod – se začnejo moji otroški spomini.« 9. maja 1862 je bil Apollo z družino izgnan v Vologdo, 500 km severno od Moskve, znano po nezdravem podnebju. Januarja 1863 so spremenili Apollovo kazen in poslali družino v Černigov v severovzhodni Ukrajini, kjer so bili pogoji precej boljši. Kljub temu je Ewa 18 aprila 1865 umrla zaradi tuberkuloze. 
Apollo je storil vse, da je doma izšolal Conrada. Fantovo mladostno čtivo ga je seznanilo z dvema stvarema, ki sta pozneje določali njegovo življenje: v Hugojevih Pomorščakih (Les travailleurs de la mer) je naletel na dejavnost, ki ji bo posvetil svojo mladost; Shakespeare ga je privedel v območje angleške literature. Vendar je pred vsem bral poljsko romantično poezijo. Pol stoletja pozneje je pojasnil, da »poljskost v mojih delih izhaja od Mickiewicza in Słowackega. Moj oče mi je na glas bral Pana Tadeusza in dal meni, da sem ga bral na glas … Raje sem imel Konrada Wallenroda, Grażyno (Mickiewiczevi pesnitvi). Pozneje sem imel raje Słowackega. Veš zakaj Słowacki? ... [On je duša vse Poljske]«. 
Decembra 1867 je Apollo odpeljal svojega sina v avstrijski del Poljske, ki je bil tedaj že dve leti deležen precejšnje notranje svobode in stopnje samoupravljanja. Po krajših bivanjih v Lvovu in nekaj manjših krajih sta se 20 februarja 1869 preselila v Krakov (do 1596 prestolnica Poljske), ki se je prav tako nahajal v avstrijskem delu Poljske. Nekaj mesecev pozneje, 23. maja 1869, je Apollo Korzeniowski umrl in zapustil Conrada kot siroto pri enajstih letih. Kakor Conradova mati je bil tudi Apollo sam hudo bolan zaradi tuberkuloze. 
Mladi Conrad je bil postavljen v varstvo Ewinega brata, Tadeusza Bobrowskega. Conradovo slabo zdravje in njegovo nezadovoljivo delo v šoli je povzročalo njegovemu stricu neprestane težave in brez konca finančnih izdatkov. Conrad ni bil dober učenec; kljub inštrukcijam je blestel edinole v geografiji. Ker je bila dečkova bolezen očitno živčnega izvora, so zdravniki domnevali, da ga bosta svež zrak in fizično delo utrdila; njegov stric je upal, da ga bodo natančno opredeljene dolžnosti in napori pri delu naučili discipline. Ker je kazal malo nagnjenja k študiju, je bilo nujno, da se izuči trgovstva; njegov stric ga je videl kot mornarja in hkrati poslovneža, ki bi združeval pomorske veščine s trgovsko dejavnostjo. Dejansko je jeseni 1971 takrat 13-letni Conrad naznanil svojo namero, da postane mornar. Pozneje se je spominjal, da je kot otrok bral (očitno v francoskem prevodu) knjigo Leopolda McClintocka o njegovih odpravah na ladji Fox v letih 1857-59, ko je iskal izgubljeni ladji Sira Johna Franklina, po imenu Erebus in Terror. Spominjal se je tudi, da je bral knjige Američana Jamesa Fanimoreja Cooperja ter angleškega kapitana Fredericka Marryata. Vrstnik iz časa njegovega odraščanja se je spominjal, da je Conrad napredal fantastične zgodbe, vselej postavljene v morsko okolje, predstavljene tako realistično, da so poslušalci mislili, da se dogajanje odvija neposredno pred njihovimi očmi. 
Avgusta 1873 je Brobowski poslal 15-letnega Conrada v Lvov k bratrancu, ki je upravljal majhen dijaški dom za fante, osirotele v vstaji leta 1863; skupinski pogovori so tam potekali v francoščini. Lastnikova hči se je spominjala: »Pri nas je ostal deset mesecev … Intelektualno je bil zelo razvit, toda ni maral šolske rutine, katera se mu je zdela utrujajoča in dolgočasna; govoril je, da namerava postati velik pisatelj … Črtil je vse omejitve. Doma, v šoli, v dnevni sobi je ležal nesvečano z vsemi štirimi od sebe. Trpel je za hudimi glavoboli in živčnimi napadi …« Konrad je bival v tej ustanovi komaj eno leto in še nekaj, ko ga je septembra 1874 njegov stric, iz neznanih razlogov, vzel iz šole v Lvovu in ga odvedel nazaj v Krakov. 
13. oktobra 1874 je Brobowski poslal tedaj šestnajstletnika v Marseilles v Franciji, zaradi predvidene mornarske kariere. Čeprav Conrad ni dokončal srednje šole, je med njegove dosežke sodilo gladko izražanje v francoščini (s pravilnim naglasom), nekaj znanja latinščine, nemščine in grščine, verjetno dobro poznavanje zgodovine, nekaj geografije in verjetno že zanimanje za fiziko. Bil je načitan, še posebej v poljski romantični literaturi. Pripadal je šele drugi generaciji v svoji družini, ki si je morala služiti kruh zunaj družinskega posestva: bil je pripadnik druge generacije inteligence, družbenega razreda, ki je pričel igrati pomembno vlogo v srednji in vzhodni Evropi. Vase je vsrkal dovolj zgodovine, kulture in književnosti svoje rodne dežele, da je lahko sčasoma razvil samosvoj pogled na svet in dal edinstvene prispevke k literaturi svoje adoptivne domovine, Britanije. Napetosti, ki so izvirale iz njegovega otroštva na Poljskem in se stopnjevale v odraslosti v tujini, so bile tiste, ki so pobudile Conradove največje literarne dosežke. Najder, ki je bil sam poljski izseljenec, je pripomnil: »Življenje izven človekovega naravnega okolja – družine, prijateljev, socialne skupine, jezika – četudi izvira iz zavestne odločitve, običajno povzroči … notranje napetosti, ker po navadi napravi ljudi manj prepričane vase, bolj ranljive, bolj negotove glede njihovega … položaja in … vrednosti … Poljska »szlachta« in … inteligenca sta bila družbena sloja, v katerih so ugled … občutili … kot zelo pomemben … za občutek lastne vrednosti. Možje so si prizadevali … , da bi našli potrditev svojega … samospoštovanja … v očeh drugih … Takšna psihološka dediščina tvori oboje, spodbudo za ambicijo in vir neprestanega stresa, še posebej če je bila človeku vcepljena ideja o javni dolžnosti …«

### Državljanstvo
Conrad je bil ruski državljan, s tem ko se je rodil v ruskem delu tega, kar je nekoč bila Poljsko-litovska kraljevina. Decembra 1867 ga je oče, z dovoljenjem ruske vlade, odpeljal v avstrijski del nekdanje unije, ki je bil deležen več svobode in avtonomije. Po očetovi smrti mu je njegov stric Brobowski poskušal zagotoviti avstrijsko državljanstvo – zaman, verjetno zato, ker Conrad od ruskih oblasti ni dobil dovoljenja za stalno bivanje v tujini in ni bil odvezan od statusa ruskega podanika. Conrad se ni mogel vrniti v Ukrajino, v Rusko cesarstvo – tam bi bil podvržen večletni vojaški službi in kot sin političnih izgnancev tudi nadlegovanju. 
V pismu z dne 9. avgusta 1877 je Bobrowski načel dve pomembni temi: zaželenost tega, da Conrad dobi tuje državljanstvo v tujini (kar je enako temu, da je odvezan od statusa ruskega podanika) in Conradovi načrti, da se pridruži britanski trgovski mornarici. »Ali govoriš angleško? … Nikoli si nisem želel, da bi ti postal državljan v Franciji, predvsem zaradi obvezne vojaške službe … Vendar sem razmišljal, da bi ti postal državljan v Švici …« V naslednjem pismu je Bobrowski podprl Conradovo zamisel, da bi ta poskušal dobiti državljanstvo Združenih držav ali »kake od bolj pomembnih južnih republik«.
Naposled si je Conrad ustvaril dom v Angliji. Dne 2. julija 1866 je zaprosil za britansko državljanstvo, ki mu je bilo podeljeno 19. avgusta 1866. Toda čeprav je postal podanik kraljice Viktorije, ni prenehal biti podanik carja Aleksandra III. Da bi dosegel slednje, je moral opraviti mnogo obiskov na ruski ambasadi v Londonu in vljudno ponavljati svojo prošnjo. Pozneje je obudil spomin na sedež ambasade na londonskem Belgrave squaru v svojem romanu Tajni agent. Končno je 2. aprila 1889 rusko ministrstvo za domače zadeve »sina poljskega pisatelja, kapitana britanske trgovske mornarice« odvezalo od statusa ruskega podanika.

### Trgovska mornarica
Leta 1874 je Conrad zapustil Poljsko, da bi začel kariero trgovskega mornarja. Po skoraj štirih letih v Franciji in na francoskih ladjah se je pridružil britanski trgovski mornarici in je naslednjih 15 let služil pod rdečim praporom (Red Ensign, zastava britanske trgovske mornarice). Delal je na številnih ladjah kot član posadke (oskrbnik, vajenec, izučeni mornar) in potem kot tretji, drugi in prvi časnik, dokler ni naposled dosegel kapitanskega čina. Od njegovih 19-ih let mornarske kariere je približno samo polovico preživel na morju. 
Večina Conradovih zgodb in romanov in mnogo njegovih likov izvira iz njegove mornarske kariere in od oseb, ki jih je spoznal ali o njih slišal. Za svoje fiktivne značaje si je pogosto izposojal resnična imena dejanskih ljudi. Zgodovinska oseba, trgovec William Charels Olmeijer, ki ga je Conrad srečal ob svojih štirih obiskih na Borneu, se pojavi kot »Almayer« v Conradovem prvem romanu, Almayer's Folly. Še druga resnična imena so Captain McWhirr (Tajfun), Captain Beard and Mr. Mahon (Mladost), Captain Lingard (Almayer's Folly in druga dela), and Captain Ellis (Senčna črta). Conrad je v noveli Črnec z Narcisa tudi obdržal pravo ime ladje Narcissus, na kateri je plul leta 1884. Conradovo triletna zaposlitev pri neki belgijski trgovski družbi je vključevala tudi službo kapitana na parniku na reki Kongo, ta epizoda je bo pozneje navdihnila njegovo novelo Srce teme. 
Med kratkim obiskom Indije v letih 1885-1886 je 28-letni Conrad poslal pet pisem Josephu Spiridonu, Poljaku, ki je bil osem let starejši in s katerim se je spoprijateljil v Cardiffu junija 1885, ravno preden je odplul v Singapur na hitri jadrnici Tilkhurst. Ta pisma so prvi ohranjeni Conradovi zapisi v angleščini. Njegova angleščina je v splošnem pravilna, vendar toga vse do izumetničenosti; mnogi odlomki kažejo na to, da so njegove misli potekale v skladu s poljsko sintakso in frazeologijo. Še pomembneje je, da ta pisma razkrivajo razločno spremembo v pogledih nasproti tistim, ki so vsebovani v njegovi zgodnejši korespondenci iz let 1881-83. Tu se je poslovil od »upov glede prihodnosti« in od zamisli, »da bo kdajkoli plul proti Poljski«, ter od svojih panslovanskih idej. Ostala sta mu boleč občutek o brezupnosti poljskega vprašanja in sprejetje Anglije kot možnega pribežališča. Medtem ko je često prilagajal svoje izjave, da bi se do neke mere uglasil s pogledi svojih naslovljencev, pa se tema brezupnosti glede izgledov za poljsko osamosvojitev pogosto pojavlja na avtentičen način v njegovi korespondenci in delih izpred leta 1914. 
Ko je Conrad zapustil London 25. oktobra 1892 na brzojadrnici Torrens, je bil eden izmed njenih potnikov tudi William Henry Jacques, jetični diplomant Cambriške univerze, ki je umrl slabo leto pozneje (19. septembra 1893) in ki je bil, glede na Conradovo avtobiografijo A personal record (Osebni zapis), prvi bralec tedaj še nedokončanega rokopisa Almayer's Folly (Almayerjeva norost). Jacques je vzpodbudil Conrada, naj nadaljuje s pisanjem romana. 
Conrad je zaključil svojo zadnjo dolgo pot v vlogi mornarja 26. julija 1893, ko je Torrens pristala v Londonu in se je »J. Conrad Korzemowin« (preko potrdila o odpustu) izkrcal na kopno. Ko je Torrens zapustila Adelaide 13. marca 1893, sta bila med potniki tudi dva mlada Angleža, ki sta se vračala iz Avstralije in Nove Zelandije: 25-letni odvetnik in bodoči romanopisec John Galsworthy ter Edward Lancelot Sanderson, ki bo svojemu očetu pomagal voditi pripravljalno šolo za dečke v Elstreeju. Verjetno sta bila prva Angleža in nemornarja, s katerima je Conrad sklenil prijateljstvo; z obema je pozneje ostal v stiku. Protagonist v enem izmed Galsworthyjevih prvih literarnih poskusov, »The Doldrums« (sl. brezvetrje, zatišje ali pa potrtost) iz 1895-1896, prvi časnik Armand, je očitno oblikovan po Conradu. V Cape Townu, kjer je Torrens ostala od 17. do 19. maja, je Galsworthy zapustil ladjo, da bi si pogledal tamkajšnje rudnike. Sanderson je nadaljeval svojo pot in zdi se, da je bil prvi, ki je spletel tesnejše vezi s Conradom.

### Pisatelj
Leta 1894, pri svojih 36-ih letih, je Conrad nerad opustil mornarstvo, deloma zaradi slabega zdravja, deloma zato, ker ni bilo na razpolago ladij in deloma zato, ker ga je pisateljevanje tako prevzelo, da se je odločil za literarno kariero. Njegov prvi roman Almayerjeva norost, ki se dogaja na vzhodni obali Bornea, je izšel 1895. Ob njegovi objavi je zabeležena pisateljeva prva uporaba psevdonima Joseph Conrad; Konrad je bilo tretje izmed njegovih poljskih osebnih imen, vendar je njegova uporaba – v poangleženi različici Conrad – morda bila tudi poklon poljskemu romantičnemu pesniku Adamu Mickiewiczu in njegovi pesnitvi »Konrad Wallenrod«.
Edward Garnett, mladi založniški recenzent in literarni kritik, ki bo igral eno glavnih podpornih vlog v Conradovi literarni karieri, je bil - tako kot recenzent Almyerjeve norosti pri založbi Unwin Wilfrid Hugh Chesson – impresioniran nad rokopisom, vendar pa je bil »negotov glede tega, ali je bila angleščina dovolj dobra za objavo«. Garnett je pokazal roman ženi, Constance Garnett, ki je pozneje postala znana prevajalka ruske literature. Ona je dojemala Conradovo tujskost za pozitivno odliko.
Medtem ko je Conrad ljudi z Indonezijskega otočja osebno poznal le v omejenem obsegu, pa je to območje močno prisotno v njegovih zgodnjih delih. Conrad, izgnanec in blodež, se je po Najderju zavedal težave, ki jo je priznal več kot enkrat: odsotnost skupne kulturne osnove z njegovimi anglofonskimi bralci je pomenila, da ni mogel tekmovati z angleško govorečimi avtorji pisoč o anglosaksonskem svetu. Istočasno ga je izbira neangleškega kolonialnega prizorišča rešila pred neprijetno razdvojenostjo v lojalnosti: Almayer's Folly in pozneje An Outpost of Progress (Postojanka napredka, 1897, zgodba je postavljena v Kongo, kolonijo belgijskega kralja Leopolda II.) ter Heart of Darkness (Srce teme, 1899, dogajanje je prav tako postavljeno v Kongo) vsebujejo bridka razmišljanja o kolonializmu. Države indonezijskega otočja so bile v teoriji pod nadvlado nizozemske oblasti; Conrad ni pisal o britanskih odvisnih državah na tem območju, ki jih ni nikoli obiskal. Conrada »so očitno pritegnili … boji, usmerjeni v ohranitev nacionalne neodvisnosti. Plodonosno in uničujoče bogastvo tropske narave in sivina človeškega življenja v njem sta se dobro ujemala s pesimističnim razpoloženjem njegovih zgodnejših del«.
Almayerjeva norost, skupaj z naslednjim romanom, An outcast of the Islands (Izobčenec z otokov, 1896) sta utemeljili Conradov sloves romantičnega pripovedovalca eksotičnih zgodb – gre za nerazumevanje njegove namere, ki ga je mučilo preostanek njegove kariere.
Skoraj vsi Conradovi spisi so bili najprej objavljeni v časopisih in revijah: vplivni kritiški časopisi kot The Fortnightly Review in North American Review; avantgardne publikacije kot Savoy, New Review, in The English Review; popularne revije s kratko prozo kot The Saturday Evening Post in Harper's Magazine; ženske revije kot Pictorial Review in Romance; dnevniki z množično naklado kot Daily Mail in New York Herald; ter ilustrirani časopisi kot The Illustrated London News in Illustrated Buffalo Express. V letih 1898-1906 je pisal tudi za imperialistični tednik The Outlook.
Finančni uspeh se je dolgo izmikal Conradu, ki je pogosto naprošal izdajatelje revij in knjig za predujme in svoje znance (omembe vreden je John Galsworthy) za posojila. Naposled je državna podpora, tako imenovana »Civil List pension«, v višini £100 na leto, dodeljena 9. avgusta 1910, nekoliko olajšala njegove finančne skrbi in pa sčasoma so tudi zbiratelji začeli kupovati njegove rokopise. Čeprav je angleška intelektualna elita že zgodaj prepoznala njegov talent, se mu je množični uspeh izmikal do objave dela Chance leta 1913 – ironično je to eden njegovih šibkejših romanov.
Edward Said opisuje tri faze v Conradovi literarni karieri. V prvi in nadaljši, od 90-ih let 19. stoletja do prve svetovne vojne je Conrad napisal večino svojih velikih romanov, vključno z The Nigger of the Narcissus (1897), Heart of Darkness (1899), Lord Jim (1900), Nostromo (1904), The Secret Agent (1907) in Under Western Eyes (1911). Druga faza, ki se je raztezala preko vojne in sledila množičnemu uspehu dela Chance (1913), je zaznamovana z nastopom Conradove javne persone kot »veliki pisatelj«. V tretji in zadnji fazi, od konca prve svetovne vojne do Conradove smrti 1924, Conrad naposled najde nelagodni mir; kot piše C. McCarthy, videti je, kot »da bi vojna omogočila Conradovi duševnosti, da se očisti groze in tesnobe«.

### Osebno življenje

#### Značaj in zdravje
Conrad je bil zadržan človek, ki se je varoval tega, da bi kazal čustva. Zaničeval je sentimentalnost; njegov način prikazovanja emocij v njegovih knjigah je poln zadržanosti, skepticizma in ironije. Izraženo z besedami njegovega strica Brobowskega, je bil Conrad kot mladenič »skrajno občutljiv, domišljav, zadržan in poleg tega vzdražljiv. Skratka … vse pomanjkljivosti družine Nałęcz«. 
Conrad je celo življenje trpel zaradi slabega zdravja, duševnega in telesnega. Časopisna kritika neke Conradove biografije je predlagala, da bi ta knjiga lahko nosila podnaslov »Trideset let dolga, protina, depresije in strahu«. Leta 1891 je bil za nekaj mesecev hospitaliziran, ker je trpel zaradi protina, nevralgičnih bolečin v desni roki in ponavljajočih se napadov malarije. Pritoževal se je tudi zaradi oteklih rok, »kar je oteževalo pisanje«. Sprejel je nasvet svojega strica Tadeusza Bobrowskega in je okreval v toplicah v Švici. Conrad je imel strah pred zobozdravniki in je zanemarjal svoje zobe, dokler jih ni bilo treba izpuliti. V nekem pismu je pripomnil, da ga je vsak roman, ki ga je napisal, stal en zob. Conradove telesne tegobe so bile manj mučne od duševnih. V svojih pismih je pogosto opisoval simptome depresije; Najder piše, da je »dokaz tako trden, da je skoraj nemogoče dvomiti v to«.

#### Poskus samomora
Marca 1878, ob koncu njegovega obdobja v Marseillesu, je 20-letni Conrad poskušal narediti samomor, tako da se je ustrelil v prsi. Po pričevanju njegovega strica, ki ga je bil poklical neki prijatelj, je Conrad zapadel v dolgove. Brobowski je potem opisal svojo »preučitev« nečaka v obsežnem pismu Stefanu Buszczyńskemu, svojemu ideološkemu nasprotniku in prijatelju Conradovega pokojnega očeta Apolla. V kolikšni meri je bil poskus samomora izveden z resnim namenom, verjetno ne bo nikoli znano, vendar pa nakazuje na situacijsko depresijo.

#### Romanca in poroka
Malo je znanega o kateremkoli intimnem razmerju, ki ga je Conrad utegnil imeti pred svojo poroko, kar potrjuje splošno razširjeno podobo o avtorju kot izoliranem samcu, ki je imel raje družbo tesnih moških prijateljev. Vendar je Conrad leta 1888, med postankom na Mavriciusu, pokazal nekaj romantičnih zanimanj. Enega od teh bo pozneje opisal v svoji zgodbi iz leta 1910, imenovani »A Smile of Fortune« (»Nasmeh usode«), ki vsebuje avtobiografske elemente. Pripovedovalec, mladi kapitan, se dvoumno in skrivaj spogleduje s hčerjo tamkajšnjega trgovca, Alice Jacobus, ki živi v hiši, obdani z veličastnim vrtom vrtnic. Preiskave so potrdile, da je v tistem času v Port Louisu živela 17-letna Alice Shaw, katere oče, ladijski zastopnik, je posedoval edini vrt z vrtnicami v mestu.
Več je poznanega Conradovem drugem, bolj odkritem dvorjenju. Stari prijatelj, kapitan Gabriel Renouf iz francoske trgovske mornarice, ga je predstavil družini svojega svaka. Renoufova najstarejša sestra je bila žena Luisa Edwarda Schmidta, višjega uradnika v tisti koloniji; z njima so živeli še dve drugi sestri in dva brata. Čeprav so otok leta 1810 prevzeli Britanci, so bili mnogi prebivalci potomci prvotnih francoskih kolonistov in Conradova odlična francoščina in brezhibne manire so mu odprle vrata vseh tamkajšnjih salonov. Postal je pogost obiskovalec pri Schmidtovih, kjer je često srečal gospodični Renouf. Nekaj dni pred odhodom iz Port Luisa je Conrad prosil enega od Renoufovih bratov za roko njegove 26-letne sestre Eugenie. Vendar je bila že zaročena s svojim bratrancem, lekarnarjem. Po zavrnitvi Conrad ni prišel na poslovilni obisk, pač pa je poslal vljudno pismo Gabrielu Renoufu, v katerem je povedal, da se ne bo nikoli vrnil na Mavricius, in dodal, da bodo na dan poroke njegove misli z njimi.
Marca 1896 se je Conrad poročil z Angležinjo, Jessie George. Par je imel dva sinova, poimenovana Borys in John. Starejši, Borys, se je izkazal za razočaranje glede učenosti in morale. Jessie je bila neprefinjeno dekle iz delavskega razreda, 16 let mlajša od Conrada. Njegovim prijateljem je bila ona nepojasnljiva izbira za ženo in predmet nekaterih prej kot ne omalovažujočih in neprijaznih opazk. Vendar je Jessie, glede na druge Conradove življenjepisce kot je Frederick Karl, zagotovila to, kar je Conrad potreboval, namreč »neposredno, predano, precej sposobno« spremljevalko. V podobnem smislu pripominja Susan Jones, da ne glede na vse težave, ki jih je ta zakon prestal, »ne more biti dvoma, da je odnos ohranjal Conradovo pisateljsko kariero«, ki bi lahko bila precej manj uspešna brez nje.
Par je imel v najemu zaporedoma dolgo vrsto domov, priložnostno v Franciji, včasih za kratek čas v Londonu, toda večinoma na angleškem podeželju, občasno od prijateljev – zato, da bi bila blizu prijateljem, da bi uživala podeželski mir, toda predvsem zato, ker je bilo to bolj cenovno ugodno. Conrad je preostalo svoje življenje preživel v Angliji, z izjemo nekaj počitnic v Franciji in Italiji, počitnic leta 1914 na rodnem Poljskem in pa obiska v ZDA 1923.
Počitnice na Poljskem leta 1914 skupaj z ženo in sinovoma, na prigovarjanje Józefa Retingerja, so sovpadle z izbruhom prve svetovne vojne. 28. julija 1914, na dan, ko je izbruhnila vojna med Avstro-Ogrsko in Srbijo, so Conrad in Retingerjevi prispeli v Krakov (tedaj del Avstro-ogrskega cesarstva), kjer je Conrad obiskal kraje iz otroštva. Ker je mesto ležale le nekaj kilometrov stran od ruske meje, je obstajala nevarnost, da bi obtičali na vojnem območju. Spričo bolezni žene Jessie in mlajšega sina Johna se je Conrad odločil, da se bo zatekel v gorsko letovišče Zakopane. Krakov so zapustili 2. avgusta. Nekaj dni po prihodu v Zakopane so se preselili v penzion Konstantynówka, ki ga je upravljala Conradova sestrična Aniela Zagórska; obiskovale so ga slavne osebnosti vključno z državnikom Józefom Piłsudskim ter Conradovim znancem, mladim koncertnim pianistom, Arturjem Rubinsteinom.
Zagórska je predstavila Conrada poljskim pisateljem, intelektualcem in umetnikom, ki so se prav tako zatekli v Zakopane, med drugim Stefanu Żeromskemu and Tadeuszu Nalepińskemu, pisateljskemu prijatelju antropologa Bronisława Malinowskega. Conrad je vzbudil zanimanje med Poljaki kot sloviti pisatelj in eksotični rojak iz tujine. Nove znance je očaral, še posebej ženske. Vendar ga je zdravnica Bronisława Dłuska, sestra dvakratne Nobelove nagrajenke Marie Skłodowske-Curie, oštela, ker je uporabil svoj velik talent za drugačne namene kot za izboljšanje prihodnosti njegove rodne dežele.
Toda 32-letna Aniela Zagórska, hči upraviteljice penziona, Conradova nečakinja, ki bo med leti 1923-1939 prevajala njegova dela v poljščino, ga je oboževala, mu delala družbo in ga oskrbovala s knjigami. Še posebej so mu bili v veselje zgodbe in romani 10 let starejšega, pred nedavnim preminulega Bolesława Prusa - »moj dragi Prus« –, prebral je vse od tega svojega sotrpina iz poljske vstaje 1863, kar je lahko dobil v roke, in ga razglasil za »boljšega od Dickensa« – ta je bil Conradov najljubši angleški pisatelj.
Conrad, pri katerem so njegovi poljski znanci opazili gladko izražanje v maternem jeziku, se je udeleževal njihovih strastnih političnih razprav. Jasnovidno je izjavil, kot je to prej storil Piłsudski leta 1914 v Parizu, da mora, če naj Poljska zopet pridobi neodvisnost, v vojni Rusija biti poražena s strani Centralnih sil (Avstro-Ogrske in Nemčije), te pa morajo biti poražene s strani Francije in Velike Britanije.
Po mnogih naporih in preokretih je Conrad novembra 1914 uspel pripeljati svojo družino nazaj v Anglijo. Ob svojem povratku je bil odločen, da bo vplival na nihajoče britansko javno mnenje v korist ponovne vzpostavitve poljske suverenosti.
Jessie Conrad je pozneje v svojih spominih zapisala: »Po tistih mesecih na Poljskem sem tako zelo bolje razumela svojega moža. Toliko značilnosti, ki so mi bile prej čudne in nepojemljive, je dobilo tako rekoč svoja prava razmerja. Razumela sem, da je njegov temperament temperament njegovih sonarodnjakov.«

#### Politika
Conradov biograf Zdzisław Najder je zapisal: »Conrad je bil strastno zavzet s politiko. To potrjuje več njegovih del, začenši z Almayer's Folly. … Nostromo je bolj polno razkril njegovo zavzetost s temi zadevami: to je bila zavzetost, ki je bila seveda precej naravna za nekoga, ki je prihajal iz dežele [Poljska], kjer politika ni bila samo stvar vsakodnevne eksistence, temveč tudi življenja in smrti. Pole tega je Conrad sam izhajal iz družbenega razreda, ki si je lastil ekskluzivno odgovornost za državne zadeve, in iz politično zelo aktivne družine. Norman Douglas to povzame takole: »Conrad je bil zlasti in predvsem Poljak in kot mnogi Poljaki politik in moralist malgré lui [fr., sebi navkljub]. To so njegovi temelji.« [Tisto, kar je pripravilo] Conrada, da je videl politične probleme v smislu neprestanega boja med pravom in nasiljem, anarhijo in redom, svobodo in samovladjem, materialnimi interesi in plemenitim idealizmom posameznikov … je bila Conradova zgodovinska zavest. Njegova poljska izkušnja ga je obdarila z zaznavo, v zahodnoevropski literaturi njegovega časa izjemno, o tem, kako zavite in stalno se spreminjajoče so bile frontne črte v teh bojih.«
Najobsežnejša in najambicioznejša razgrnitev političnih stališč, ki jo je Conrad kdaj podal, predstavlja njegov esej iz 1905, imenovan »Autocracy and War« (»Avtokracija in vojna«), ki ima za izhodiščno točko Rusko-japonsko vojno. Esej se prične z izjavo o ruski neozdravljivi šibkosti in konča s svarilom pred Prusijo, nevarnim agresorjem v bodoči evropski vojni. Glede Rusije je napovedal nasilen izbruh v bližnji prihodnosti, vendar odsotnost demokratičnih tradicij v Rusiji in zaostalost njenih množic onemogočata, da bi revolucija imela zdravilni učinek. Conrad je smatral oblikovanje predstavniške vlade v Rusiji za neizvedljivo in je predvidel prehod iz avtokracije v diktaturo. Zahodno Evropo je videl kot razklano od antagonizmov, povzročenih od ekonomskega rivalstva in trgovinska sebičnosti. Zaman bo nemara ruska revolucija iskala nasveta ali pomoči od materialistične in egoistične zahodne Evrope, ki se je oborožila v pripravi na vojne, ki bodo daleč bolj brutalne od tistih v preteklosti.
Conradova »Autocracy and War« je, kot izpostavlja Najder, pokazala zgodovinsko zavest, »izjemno v zahodnoevropski literaturi njegovega časa« – zavest, ki jo je Conrad pridobil iz tega, da je bil član politično aktivne družine v deželi, ki je bila več kot stoletje dnevno opominjana na posledice, ki sledijo iz zanemarjanja širokih razsvetljenih interesov nacionalne politične skupnosti.
Conradovo nezaupanje do demokracije je izviralo iz njegovih dvomov v to, ali bi lahko širjenje demokracije kot cilj sam na sebi rešilo kakšne probleme. Menil je, da demokracija z ozirom na šibkost človeške narave in na »kriminalni« značaj družbe ponuja neomejene priložnosti za demagoge in šarlatane.
Socialne demokrate svojega časa je obtožil, da so delovali v smeri slabljenja »nacionalnega sentimenta, ohranitev katerega je bila [njegova] skrb« – obtožil, da so poskušali raztopiti nacionalne identitete v brezosebnem talilnem loncu. »Gledam v prihodnost iz globine zelo črne preteklosti in odkrivam, da mi ni preostalo ničesar razen zvestoba izgubljeni stvari, ideji brez prihodnosti.« Conradova brezupna zvestoba spominu na Poljsko je bila tista, ki mu je preprečevala, da bi verjel v idejo »mednarodnega bratstva«, ki ga je v danih okoliščinah imel zgolj za besedno vajo. Za zlo je vzel govor nekaterih socialistov o svobodi in svetovnem bratstvu, medtem ko so hkrati molčali o njegovi razdeljeni in zatirani Poljski.
Pred tem, v zgodnjih 80-ih letih 19. stoletja, Tadeuszeva pisma Conradu kažejo, da je slednji očitno upal na izboljšanje položaja Poljske, ne preko osvobodilnega gibanja, pač pa preko oblikovanja zavezništva s sosednjimi slovanskimi narodi. To je spremljala vera v panslovansko ideologijo – kar je »presenetljivo pri človeku, ki je pozneje poudarjal svojo sovražnost do Rusije, prepričanje, da … bodo civilizacija in zgodovinske tradicije Poljske le-tej dale igrati vodilno vlogo … v panslovanski skupnosti [in svoje] dvome glede možnosti Poljske, da bi postala popolnoma suverena nacionalna država«.
Conradova odtujitev od strankarske politike je šla vštric s trajnim občutjem bremena, ki pritiče razmišljujočim ljudem in ki mu ga je naprtila njegova osebnost, kakor je to Conrad opisal v pismu iz leta 1894, naslovljenem na sorodnico po svaštvu in pisateljsko kolegico Marguerite Poradowsko iz Bruslja: 
»Vlačiti moramo verigo in kroglo naše osebnosti do konca. To je cena, ki jo človek plača za peklenski in božanski privilegij misli; tako so v tem življenju samo izvoljeni tisti, ki so obsojeni – veličastna druščina, ki razume in ječi, toda ki stopa po zemlji med množico fantomov z gestami manijakov in grimasami idiotov. Kaj bi raje bila: idiot ali obsojenec?«
V pismu z dne 23. oktobra 1922, naslovljenem na matematika in filozofa Bertranda Russella, kot odgovor na njegovo knjigo The Problem of China (Problem Kitajske), ki je zagovarjala socialistične reforme in oligarhijo modrecev, ki bi preoblikovali kitajsko družbo, je Conrad pojasnil svoje nezaupanje do političnih čudežnih zdravil:
Nikoli [nisem našel] v katerikoli knjigi ali … govoru karkoli … kar bi se lahko postavilo po robu … mojemu globoko zakoreninjenemu občutju usodnosti, ki vlada temu od ljudi poseljenemu svetu. … Edino zdravilo za Kitajce in nas ostale je sprememba srca, toda če se gleda zgodovino zadnjih 2000 let, ni veliko razlogov za takšno pričakovanje, četudi je človek pričel leteti – kar je brez dvoma velik »dvig« (uplift), toda nobena velika sprememba …

#### Vtisi sodobnikov
Osupljiv portret Conrad, pri starosti okoli 46 let, je naslikal zgodovinar in pesnik Henry Newbolt, ki ga je srečal okoli leta 1903: »Ena stvar me je nemudoma spreletela – izjemna razlika med njegovim izrazom s profila in izrazom, ko ga gledaš od spredaj. Medtem ko je bil profil orlovski in gospodovalen, so široke obrvi, široko razmaknjene oči in polne ustnice s čelnega zornega kota ustvarjale vtis intelektualne spokojnosti in včasih tudi sanjavega filozofa. Potem, ko sva sedela v najinem majhnem polkrogu okoli ognja in se pogovarjala o vsem mogočem, sem videl vznikniti še tretjega Conrada – umetniški jaz, občutljiv in nemiren do skrajne stopnje. Kolikor več je govoril toliko hitreje je použival svoje cigarete … In čez kratek čas, ko sem ga vprašal, zakaj zapušča London … samo po dveh dneh, je odgovoril, da … ga množica na ulici … spravlja v grozo. »Grozo? Pri tem dolgočasnem toku zabrisanih obrazov?« Sklonil se je naprej z obema rokama privzdignjenima in sklenjenima. »Da, v grozo: vidim njihove osebnosti, kako vse skačejo name kakor tigri!« Dobro je oponašal tigra, da je skoraj prestrašil svoje poslušalce: toda trenutek na to je zopet govoril razumno in trezno, kakor da bi bil povprečen Anglež brez enega samega razdražljivega živca v svojem telesu.«
12. oktobra 1912 je ameriški glasbeni kritik James Huneker obiskal Conrada in se pozneje spominjal, da »ga je sprejel svetovljan, niti mornar niti pisatelj, samo gentleman preprostih manir, čigar dobrodošlica je bila iskrena, čigar pogled je bil zastrt, včasih zelo odmaknjen, čigar navade so bile francoske, poljske, vse drugo kot »literarne«, neposredne ali angleške«.
Dva britanska aristokrata, Lady Ottoline Morrell in matematik ter filozof Bertrand Russell, ki sta bila tedaj ljubimca, sta po tem, ko sta ločeno obiskala Conrada avgusta in septembra 1913, zabeležila svoje vtise o pisatelju. Morellova je v svojem dnevniku zapisala: »Samega Conrada sem našla stoječega pri vratih hiše, pripravljenega na moj sprejem. … [Njegov] videz je bil v resnici videz poljskega plemiča. Njegovo obnašanje je bilo brezhibno, skoraj preveč izpopolnjeno; bilo je tako nervozno in sočutno, da se je zdelo vsako njegovo vlakno naelektreno … Govoril je angleščino z močnim naglasom, kakor da bi pokušal svoje besede v ustih, predno bi jih izgovoril; toda govoril je izjemno dobro, čeprav je vselej imelo govorico in vedenje tujca. … Oblečen je bil zelo skrbno v moder dvoredni suknjič. Govoril je … očitno z veliko svobode o svojem življenju – dejansko z več sproščenosti in svobode kot bi si jo dovolil Anglež. Govoril je o grozotah Konga, ob katerih si od njihovega moralnega in fizičnega šoka ni nikoli opomogel … [Njegova žena Jessie] se je zdela prijetno in lepo debelo bitje, odlična kuharica, … dobra in spokojna žimnica za tega pretirano občutljivega, živčno razrvanega moža, ki od svoje žene ni zahteval visoke inteligence, zgolj blažilo za pretrese življenja. … Pripravil me je, da sem se počutila tako naravno in tako zelo jaz sama, da sem se skoraj bala, da bom izgubila razburjenje in čudenje ob tem, da sem tam, čeprav sem vseeno v notranjosti podrhtevala od močnega vznemirjenja. … Njegove oči pod strešnimi vekami so razkrile trpljenje in jakost njegovih izkustev; ko je govoril o svojem delu, se je nadnje prišel nekakšen meglen, čuten, sanjav pogled, vendar so bile videti kot da globoko v sebi držijo duhove starih pustolovščin in izkušenj – enkrat ali dvakrat je bilo v njih nekaj kar bi človek skoraj sumil, da je hudobno. … Vendar pa verjamem, da kakršnakoli čudna hudobija bi že skušala tega izjemno prefinjenega Poljaka, bi ga tudi zadrževal enako pretanjen čut za čast. … V svojem govoru me je vodil po mnogih poteh svojega življenja, toda čutila sem, da ne želi raziskati džungle emocij, ki je gosta ležala na obeh straneh, in da je v njegovi navidezni iskrenosti veliko zadržanosti.«
Mesec pozneje je Bertrand Russell obiskal Conrada na domu, imenovanem »Capel House«, in še istega dne na vlaku zapisal svoje vtise: »Bilo je čudovito – dopadel se mi je in mislim, da sem tudi jaz njemu bil všeč. Veliko je govoril o svojem delu, življenju, ciljih in o drugih pisateljih. … Potem sva šla na krajši sprehod in si nekako postala zelo intimna. Zbral sem pogum, da sem mu povedal, kaj odkrivam v njegovih delih – vrtanje v stvari, da bi se prišlo do samega dna pod dozdevnimi dejstvi. Videti je bil, da čuti, da sem ga razumel; potem sem se zaustavil in sva nekaj časa samo gledala drug drugemu v oči in potem je rekel, da si je sčasoma zaželel, da bi lahko živel na površju in pisal drugače, da je postal prestrašen. Njegove oči so v tistem trenutku izražale notranjo bolečino in grozo, s čimer čutiš, da se vedno bori. … Potem je veliko govoril o Poljski in mi pokazal album družinskih fotografij iz 1860-ih – govoril je o tem, kako sanjsko se vse to zdi in kako včasih čuti, da ne bi smel imeti otrok, ker ti nimajo korenin in tradicij in vezi.«
Russellova Avtobiografija, objavljena več kot pol stoletja pozneje leta 1968, je potrdila njegovo prvotno izkušnjo: »Moj prvi vtis je bil vtis presenečenja. Govoril je angleščino z močnim tujim naglasom in nič na njegovem vedenju ni nakazovalo na morje. Bil je aristokratski poljski gospod do obisti. … Na najinem prvem srečanju sva se pogovarjala s čedalje večjo intimnostjo. Videti je bilo kot da se pogrezava plast za plastjo skozi tisto, kar je bilo površinsko, dokler nisva oba dosegla središčnega ognja. Bila je izkušnja, drugačna od vseh drugih …, ki sem jih poznal. Gledala sva drug drugemu v oči, napol zgrožena napol omamljena nad tem, da sva se znašla skupaj v takšnih vodah. Čustvo je bilo intenzivno kakor strastna ljubezen in istočasno vse prežemajoče. Iz tega sem prišel zbegan in sem se komaj mogel znajti v vsakdanjih zadevah.«
Nadaljnje prijateljstvo med tema dvema človekoma in njuno dopisovanje sta trajala, z dolgimi vmesnimi obdobji, do konca Conradovega življenja. V nekem pismu je Conrad izpovedal »globoko, občudujočo naklonjenost, ki bo, tudi če me ne bi nikoli več videli in bi jutri pozabili na moj obstoj, nespremenljivo vaša usque ad finem.«
Conrad je gledal manj optimistično od Russella na možnosti znanstvenega in filozofskega védenja. V pismu znancu iz leta 1913, ki je povabil Conrada, naj se pridruži njihovemu društvu, je zopet poudaril svoje prepričanje, da je nemogoče razumeti bistvo tako realnosti kot življenja: nobena, ne znanost ne umetnost, ne prodreta nič dlje kot samo skozi zunanje oblike.
Najder opisuje Conrada kot »odtujenega izseljenca …, ki ga preganja občutek nerealnosti drugih ljudi – občutek, ki je naraven nekomu, ki živi zunaj ustaljenih struktur družine, socialnega okolja in domovine«.
Conradov občutek osamljenosti skozi ves čas njegovega življenja v izgnanstvu je našel nepozaben izraz v kratki zgodbi »Amy Foster« iz leta 1901.

### Smrt
Conrad je umrl, verjetno zaradi srčne kapi, 3. avgusta 1924 v svoji hiši, imenovani Oswalds, v Bishopsbourneu, Kent, Anglija. Pokopan je bil na pokopališču v Cantenburyju, z napačno zapisano različico njegovega izvornega poljskega imena, kot »Joseph Teador Conrad Korzeniowski«. Na njegovem nagrobniku sta vklesani vrstici iz »Vilinske kraljice« Edmunda Spenserja, ki si jih je bil izbral kot moto za svoj zadnji dokončani roman The Rover (Pirat):
Sleep after toyle, port after stormie seas,

Ease after warre, death after life, doth greatly please.

(Počitek po trudu, pristan po viharnem morju,

brezskrbnost po vojni, smrt po življenju, je zelo po godu.)
Conradov skromni pogreb se je odvil sredi velike množice. Njegov stari prijatelj Edward Garnett se je grenko spominjal:
Za tiste, ki smo se udeležili Conradovega pogreba v Canterburyju sredi festivala kriketa leta 1924 in se peljali skozi prenapolnjene ulice, ovenčane z zastavami, je bilo nekaj simboličnega v gostoljubnosti Anglije in v nevednosti množice že samo glede obstoja tega velikega pisatelja. Ob njegovem grobu je stalo nekaj starih prijateljev, znancev in novinarjev.
Drugi Conradov stari prijatelj, Cunninghame Graham, je pisal Garnettu: »Aubry mi je pravil … da če bi umrl Anatole France, bi bil na njegovem pogrebu ves Pariz.«
Dvanajst let pozneje, 6. decembra 1936, je umrla Conradova žena Jessie in bila pokopana ob njem.

## Način pisanja

### Teme in slog
Navkljub nasprotnim mnenjem nekaterih, celo takih, ki so Conrada osebno poznali, denimo pisateljskega kolega Henryja Jamesa, je bil Conrad v srcu vedno – tudi ko je pisal samo elegantno sestavljena pisma svojemu stricu in znancem - pisatelj, ki pluje, bolj kot pa mornar, ki pisateljuje. Sicer je svoje mornarske izkušnje uporabil kot ozadje za mnoga svoja dela, vendar je tudi ustvaril dela s podobnim svetovnim nazorom brez pomorskih motivov. Nezmožnost mnogih kritikov, da bi to cenili, mu je povzročila veliko frustracij. 
Pisal je pogosteje o življenju na morju in v eksotičnih predelih kot pa o življenju v britanski deželi, ker je – drugače, denimo, kot njegov prijatelj John Galsworthy, avtor Sage o Forsytih - vedel le malo o vsakdanjih družinskih odnosih v Britaniji. Ko je bilo leta 1906 objavljeno Conradovo delo The Mirror of the Sea ob hvali kritikov, je svojemu francoskemu prevajalcu pisal: »Kritiki so močno mahali s kadilnico proti meni … V ozadju koncerta laskavih besed lahko slišim nekaj kakor šepet: »Drži se odprtega morja! Ne pristani!« Izgnati me hočejo na sredo oceana.«
Cyril Clemens, bratranec Marka Twaina, obiskovalec na Conradovem domu oktobra leta 1923, je citiral Conrada: »V vsem, kar sem napisal, je vedno ena nespremenljiva namera in to je pritegniti bralčevo pozornost.«
Conrad kot umetnik si je prizadeval, povedano z besedami iz njegovega predgovora k Črncu iz Narcisa, »z močjo napisane besede pripraviti te, da slišiš, da čutiš … predvsem, da vidiš. To – in nič več, in v tem je vse. Če uspem, boš tam našel glede na lastne zasluge: spodbudo, tolažbo, strah, čar – vse, kar zahtevaš – in morda tudi tisti poblisk resnice, za katerega si pozabil prositi«.
Conrad, pisoč v času, ki je bil za vizualne umetnosti doba impresionizma in za glasbo doba impresionistične glasbe, se je v mnogi svoji delih izkazal za proznega poeta najvišjega reda; denimo v evokativnih prizorih na ladji Patna ali na sodišču iz Lord Jima; v prizorih z oboroženo ladjo iz Srca teme; v dvojnih protagonistih iz dela »The Secret Sharer« in v besednih in konceptualnih zvenih Nostroma in Črnca z Narcisa.
Conrad je tako pogosto uporabil lastne spomine kot literarno gradivo, da so bralci v skušnjavi, da bi obravnavali njegovo življenje in delo kot eno celoto. Njegov svetovni nazor oziroma elemente le-tega se pogosto opisuje s citiranjem obenem tako privatnih kot javnih izjav, odlomkov iz pisem ter navedkov iz knjig. Najder opozarja, da takšen pristop ustvarja nekoherentno in zavajajočo sliko: »Nekritično povezovanje teh dveh sfer, literature in privatnega življenja, popači vsako od obeh. Conrad je uporabil lastne izkušnje kot grobo gradivo, vendar pa končnega proizvoda ne gre zameševati s samimi izkušnjami.«
Mnogi od Conradovih likov so bili navdihnjeni s strani resničnih oseb, ki jih je srečal, vključno z Williamom Charlesom Olmeijerjem, predlogo za prvi roman Almayerjeva norost, čigar ime je Conrad verjetno pomotoma spremenil v »Almayer«. Conrad si je pogosto izposodil pravo ime dejanskih posameznikov, npr. kapitan McWhirr (Typhoon), kapitan Beard in G. Mahon (»Youth«), kapitan Lingard (Almayer's Folly in druga dela), kapitan Ellis (The Shadow Line).V Črncu z Narcisa je Conrad ohranil dejansko ime ladje Narcis, ang. Narcissus, na kateri je plul leta 1884. »Conrad«, kot piše J.I.M. Stewart, »se zdi, da je pripisal neko skrivnostno pomembnost takšnim povezavam z dejanskostjo.« Enako zanimiv je »velik delež nepoimenovanosti pri Conradu, ki zahteva že nekaj malega virtuoznosti, da se ga ohranja«. Tako denimo nikoli ne izvemo priimka glavnega junaka iz Lorda Jima.
Poleg Conradovih lastnih izkušenj so mu številne epizode v njegovem leposlovju sugerirali pretekli ali sodobni javno poznani dogodki ali literarna dela. Prvo polovico romana Lord Jim, del na ladji Patna, je navdihnila resnična zgodba iz leta 1880 o parni ladji Jeddah, drugi del pa do neke mere življenje Jamesa Brookea, prvega Belega radže kraljestva Sarawak. Kratko zgodbo »Amy Foster« je deloma navdihnila anekdota iz dela The Cinque Ports (1900) pisatelja Forda M. Forda, v kateri brodolomec z nemške trgovske ladje, nezmožen komunicirati v angleščini in pregnan s strani tamkajšnjih podeželanov, na koncu najde zavetišče v svinjski staji. V Nostromu je Conradu krajo velike pošiljke srebra sugerirala zgodba, ki jo je slišal v Mehiškem zalivu in o kateri je pozneje bral v »zvezku, ki ga je pobral pred prodajalno z rabljenimi knjigami«. »Tajnega agenta« je navdihnila smrt francoskega anarhista Martiala Bourdina leta 1894, ko je očitno poskušal razstreliti observatorij v Greenwichu. Conradovo zgodbo »The Secret Sharer« je navdihnil dogodek iz leta 1880, ko je Sydney Smith, prvi časnik na ladji Cutty Sark, ubil mornarja in pobegnil pred pravico ob pomoči kapitana te ladje. Zgodba romana Under Western Eyes (sl. Z zahodnimi očmi) se začne z atentatom na surovega ruskega vladnega ministra, kar je oblikovano po dejanskem atentatu na ruskega notranjega ministra Vjačeslava von Pleveja. Kratko pripoved »Freya of the Seven Isles«, ki je že skoraj novela, je navdihnila zgodba, ki jo je Conradu povedal stari maček z Indonezije in navdušenec nad Conradom, kapitan Carlos M. Marris.
Glede naravnega okolja odprtega morja, Indonezijskega otočja in Južne Amerike, ki ga Conrad tako živo opisuje, se je lahko zanašal na lastna opažanja. Česar njegovi kratki postanki niso mogli zagotoviti, je temeljito razumevanje eksotičnih kultur. Za ta namen se je tako kot drugi pisatelji zatekel k literarnim virom. Ko je pisal zgodbe z Indonezijskega otočja, je nasvete iskal pri delu The Malay Archipelago (1869) Alfreda Russela Wallacea, dnevniku Jamesa Brookea ter knjigah, kot so Perak and the Malays, My Journal in Malayan Waters ter Life in the Forests of the Far East. Ko se je lotil pisanja romana Nostromo, ki je postavljen v fiktivno južnoameriško državo Costaguana, se je obrnil na dela: The War between Peru and Chile, Venezuela: or, Sketches of Life in a South American Republic (1868) Edwarda Eastwicka in Seven Eventful Years in Paraguay (1869) Georgea Fredericka Mastermana. V Lordu Jimu je, kot piše J. I. M. Stewart, »Conradova nuja, da je moral do neke mere delati na podlagi informacij iz druge roke« vodila do »določene prozornosti glede Jimovih odnosov z ... ljudstvi Patusana …«. To je vzpodbudilo Conrada, da je na nekaterih točkah spremenil naravo pripovedi Charlesa Marlowa, da bi postavil na večjo razdaljo negotovo obvladovanje detajlov glede Jimovega cesarstva.
Conrad v skladu s svojim skepticizmom in melanholijo junakom svojih glavnih del skoraj vedno dodeli usodo s smrtnim izidom. Almayer (Almayer's Folly, 1894) se, ko ga zapusti hči, zateče k opiju in umre. Petra Willemsa (An Outcast of the Islands, 1895) ubija ljubosumna ljubica Aïssa; brezkoristni »Črnuh« (ang. »Nigger«) James Wait (The Nigger of the Narcissus, 1897) umre na krovu ladje in doživi pokop na morju; Mr. Kurtz (Heart of Darkness, 1899) umre med tem, ko izreče enigmatične besede: »Groza« (ang. »The horror«); Jim (Lord Jim, 1900) gre po tem, ko je nehote sodeloval pri poboju svoje adoptivne skupnosti, namerno v smrt, zadano od roke voditelja te skupnosti; v Conradovi kratki zgodbi »Amy Foster« v Anglijo preseljeni Poljak Yanko Goorall (angleški zapis poljskega imena Janko Góral) zboli in od vročice blede v svojem domačem jeziku, s čimer prestraši svojo ženo, ki zbeži stran; Yanko naslednjega jutra umre zaradi srčne kapi in izkaže se, da je zgolj v poljščini prosil za vodo; Captain Whalley (The End of the Tether, 1902), ki ga izdata pešajoči vid ter brezvestni partner, se na koncu namerno utopi; Gian' Battista Fidanza, med ljudmi spoštovani italijanski priseljenec z vzdevkom Nostromo (it. naš človek) iz istoimenskega romana Nostromo (1904) na nedovoljen način pridobi zaklad srebra, nakopanega v rudnikih južnoameriške dežele Costaguane in na koncu pade pod streli zaradi zamešanja identitet; Adolf Verloc, The Secret Agent (1906), poskuša izvesti bombni napad, za katerega naj bi krivdo pozneje pripisali teroristom in ki po nesreči ubije njegovega mentalno motenega svaka Stevieja. Verloca pozneje, ko izve za smrt svojega brata, ubije njegova pretresena žena, ki se nato še sama namerno utopi s skokom čez krov parnika; v delu Chance (1913) postane kapitan jadrnice Roderick Anthony, dobrotnik in mož Flore de Barral, tarča poskusa zastrupitve njenega ljubosumnega očeta, ki po razkritju sam použije strup in umre (nekaj let pozneje tudi Anthony utone v morju); v delu Victory (1915) Lena pade pod streli Jonesa, ki je nameraval ubiti svojega pajdaša Ricarda in mu pozneje to tudi uspe, nato izgine z nekim drugim pajdašem, nakar Lenin zaščitnik Axel Heyst zažge svoj bungalov in umre poleg Leninega trupla. 
Kadar glavnemu junaku Conradovih del uspe pobegniti z rešenim življenjem, mu včasih ne gre dosti bolje. V romanu Z zahodnimi očmi (Under Western Eyes, 1911) Razumov izda sošolca z Državne univerze v Sankt Peterburgu, revolucionarja Victorja Haldina, ki je izvedel atentat na brutalno opresivnega ministra ruske vlade. Oblasti Haldina mučijo in obesijo. Razumev, ki ga kot vladnega vohuna pošljejo v Ženevo, središče spletkarjenja proti carju, pozneje sreča Haldinovo mater in sestro, ki prav tako gojita Haldinova liberalna prepričanja. Razumov se zaljubi v sestro in prizna svoje izdajstvo glede njenega brata; pozneje poda enako izpoved pred zbranimi revolucionarji, nekateri ga napadejo in mu poškodujejo bobniče, tako da ogluši za celo življenje. Razumov se odvleče stran, zbije ga tramvaj, naposled se kot pohabljenec vrne v Rusijo.
Conrad se je močno zavedal tragedije na svetu in v svojih delih. Leta 1898, na začetku svoje pisateljske kariere, je svojemu škotskemu prijatelju, pisatelju in politiku, Cunninghame Grahamu napisal: »Kar človeštvo dela tragično, ni to, da je žrtev svoje narave, pač pa, da se tega zaveda. Kakor hitro veš za svojo sužnost, se začne bolečina, jeza, boj – se začne tragedija.« Vendar je Conrad leta 1922, proti koncu svojega življenja in kariere, ko mu je drug škotski prijatelj, Richard Curle, posla krtačni odtis dveh člankov, ki ju je napisal o njem, ugovarjal, da se ga označuje kot mračnega in tragičnega pisatelja. »Ta sloves … me je prikrajšal za številne bralce … nedvoumno ugovarjam temu, da se me imenuje traged«.
Conrad je trdil, da »ni nikoli pisal dnevnika in nikoli posedoval beležnice«. John Galsworthy, ki ga je dobro poznal, je te besede opisal kot »izjavo, ki ni presenetila nikogar, ki je poznal zmogljivosti njegovega spomina in tuhtajočo naravo njegovega ustvarjalnega duha«. Kljub temu je Richard Curle po Conradovi smrti objavil močno prirejeno različico njegovega dnevnika, ki je opisoval njegove izkušnje v Kongu; leta 1978 je izšla bolj popolna različica pod naslovom The Congo Diary and Other Uncollected Pieces.
Drugače kot pri mnogih avtorjih, ki gledajo na to, da ne razpravljajo o delu v nastajanju, je Conrad pogosto razpravljal o svojem tekočem delu in ga celo kazal izbranim prijateljem in pisateljskim kolegom, kot na primer Edwardu Garnettu, ter ga včasih spremenil v luči njihovih kritik in predlogov.
Edwarda Saida je osupnil sam obseg Conradove korespondence s prijatelji in s pisateljskimi kolegi; leta 1966 je ta »obsegala 8 objavljenih zvezkov«. Edward Said je komentiral: »Zdelo se mi je, da če je Conrad pisal o sebi, o problemu opredelitve samega sebe s tako neprekinjeno nujo, je nekaj od tega, kar je zapisal, moralo imeti pomen tudi za njegovo leposlovje. Težko je bilo verjeti, da bi bil človek tako neekonomičen, da bi izlival sebe v enem pismu za drugim, da pa potem ne bi uporabil in reformuliral svojih uvidov in odkritij v svojem leposlovju.«  Edward Said je našel še posebej tesne vzporednice med Conradovimi pismi in njegovo krajšo prozo. »Conrad … je verjel … , da se umetniška odlika bolj zgovorno pokaže v krajšem kakor pa daljšem delu. …  Verjel je, je njegovo [lastno] življenje kot niz kratkih epizod … ker je bilo v njem samem toliko različnih ljudi …: bil je Poljak in Anglež, mornar in pisatelj.« Drug poznavalec, Najder, je zapisal: »Conrad je bil skoraj skozi vse svoje življenje obstranec in se je tako tudi počutil. Obstranec v izgnanstvu; obstranec med svojimi obiski sorodnikov v Ukrajini; obstranec – zaradi svojih izkušenj in izgube bližnjih – v [Krakovu] in Lvovu; obstranec v Marseillesu; obstranec, narodnostno in kulturno, na britanskih ladjah; obstranec kot angleški pisatelj … Conrad je samega sebe imenoval »prekleti tujec«. Istočasno … je smatral »narodnega duha« za edini resnično trajni in zanesljivi element skupnostnega življenja.«
Conrad si je sposojal od drugih, poljskih in francoskih avtorjev, v obsegu, ki včasih že meji na plagiatorstvo. Ko se je leta 1931 pojavil poljski prevod njegovega romana Zmaga (ang. Victory), so bralci opazili osupljive podobnosti z romanom Povest greha (poljsko Dzieje grzechu, 1908) pisatelja Stefana Żeromskega, vključno z njunima zaključkoma. Literarni komparativist Yves Hervouet je v besedilu Zmage pokazal celo vrsto vplivov, sposojanj, podobnosti in aluzij. Nadalje navaja na stotine primerov izposojanja od drugih, večinoma francoskih avtorjev, v skoraj vseh Conradovih delih, od Almayerjeve norosti do njegove nedokončane stvaritve Suspense. Zdi se, da je Conrad uporabljal besedila uglednih pisateljev kot neobdelano snov iste vrste kakor je bila vsebina njegovih spominov. Gradiva, sposojena od drugih avtorjev, pogosto služijo kot aluzije. Vrhu tega je imel izjemen spomin za besedila in si je zapomnil podrobnosti, »toda to ni bil spomin, strogo razvrščen glede na vire, razporejen v homogene entitete; prej je bil ogromen zbiralnik podob in odlomkov, iz katerih je potem zajemal«. »Toda«, kot piše Najder, »ga ni nikoli mogoče obtožiti neposrednega plagiatorstva. Tudi kadar je Conrad prevzemal stavke ali prizore, je spremenil njihov značaj, jih umestil v nove strukture. Ni posnemal, pač pa (kot pravi Hervouet) »nadaljeval« svoje učitelje. Imel je prav, ko je dejal: 'Podoben nisem nikomur.' Ian Watt je to jedrnato izrazil: 'Na nek način Conrad še najmanj izhaja od drugih pisateljev; napisal je zelo malo stvari, ki bi jih lahko zamenjali za delo kogarkoli drugega.'«
Conrad se je, tako kot drugi umetniki, soočal z omejitvami, ki so izvirale iz potrebe po tem, da si napravlja občinstvo naklonjeno in da potrjuje njegovo ugodno samopodobo. To je morda razlog, da je občudovanja vredno posadko z ladje Judea v romanu Mladost (ang. Youth) opisal kot »liverpoolske žilave primerke« (ang. »Liverpool hard cases«), medtem ko dejanska posadka z ladje Palestine, ki je služila kot resnični model za ladjo Judea, ni vključevala niti enega samega Livepoolčana in polovica posadke je bila nebritancev; in razlog, da je kriminalno nevestnega Britanca, kapitana J. L. Clarka z ladje SS Jeddah, v svojem romanu Lord Jim spremenil v kapitana fiktivne ladje Patna, v »neke vrste nemškega odpadnika iz Novega Južnega Walesa« tako pošastnega po fizičnem izgledu, da je spominjal na »šolanega slonjega mladiča«. Podobno je Conrad v svojih pismih, ob tem ko se je večji del svoje literarne kariere boril za golo finančno preživetje, pogosto prilagajal svoje poglede afinitetam svojih dopisovalcev. In kadar je želel kritizirati ravnanje evropskega imperializma na območjih, ki so bila pozneje označena kot »tretji svet«, je svoj pogled usmeril k nizozemskim in belgijskim kolonijam, ne pa k britanskemu imperiju.
Edinstvenost sveta, upodobljena v Conradovih romanih, še posebej v primerjavi s sodobniki kot je bil njegov prijatelj in pogosti dobrotnik John Galsworthy, je tolikšna, da ga je izpostavila podobni kritiki kot je pozneje letela na Grahama Greenea. Toda medtem ko so »Greeneland« (sl. dobesedno »Greeneova dežela«) označili kot ponavljajočo se in prepoznavno atmosfero ne glede na prizorišče, se Conrad trudi poustvariti duha kraja, najsi bo to na krovu ladje ali v oddaljeni vasici; pogosto se je odločil, da bo dal svojim junakom odigrati njihove usode v samotnih in zagrajenih okoliščinah. Po videnju Evelyn Waugha in Kingsley Amisa se je šele z objavo prvih zvezkov ciklusa »A Dance to the Music of Time« avtorja Anthony Powella v 50-ih letih 20. stoletja zgodilo, da bi kak angleški romanopisec dosegel enako stopnjo obvladovanja atmosfere in jezikovno natančnost, to je pogled, ki je podprt tudi s strani poznejših kritikov kot je A. N. Wilson; Powell je priznal svoj dolg do Conrada. Leo Gurko je prav tako opazil »kot eno izmed Conradovih posebnih kvalitet njegovo nenormalno zavedanje prostora, zavedanje, ki je okrepljeno do skorajda nove dimenzije v umetnosti, do ekološke dimenzije, ki opredeljuje razmerje med zemljo in človekom«.
T. E. Lawrence, eden izmed mnogih pisateljev, s katerimi se je Conrad spoprijateljil, je ponudil nekaj dojemljivih opažanj o Coradovem pisanju: »On je nedvomno najbolj osupljiva stvar v prozi, kar jih je obstajalo: želim si, da bi razumel, kako vsak odstavek, ki ga napiše (… ti so vsi res odstavki, redko napiše en sam stavek …) še naprej odzvanja v valovih, kakor ton tenorskega zvona, potem ko se ta ustavi. To ni zgrajeno v ritmu navadne proze, pač pa na nečem, kar obstaja samo v njegovi glavi, in ker ne more nikoli povedati, kaj je tisto, kar hoče povedati, se vse njegove stvari iztečejo v neke vrste lakoto, v namig na nekaj, kar on ne more povedati ali narediti ali misliti. Tako so njegove knjige vedno videti večje kot so. On je prav toliko velikan v subjektivnem kot je Kipling velikan v objektivnem. Ali ta dva sovražita drug drugega?«
V Conradovem času so literarni kritiki, čeprav so običajno naklonjeno komentirali njegova dela, pogosto pripominjali, da mnoge bralce odvračajo eksotičen slog, kompleksna pripoved, globoke teme in pesimistične ideje. Vendar ko so sledeči dogodki 20. stoletja potrdili njegove ideje, je ob svojem času postal občudovan zaradi svojih prepričanj, za katere se je zdelo, da se bolj skladajo z nadaljnjimi časi kot z njegovim lastnim. Conrad je imel popolnoma luciden pogled na človekov položaj, videnje, podobno tistemu, ki ga je v dveh črticah ponudil njegov 10 let starejši poljski rojak Bolesław Prus: »Plesn sveta« (1884) in »Sence« (1885). Conrad je zapisal: »Vera (ali usoda op. prevajalca) je mit in prepričanja se menjajo kot meglice na obrežju; misli izginejo; besede, nekoč izgovorjene, umrejo;  in spomin včerajšnjega dne je tako temačen kot je upanje jutrišnjega dne … V tem svetu – kot sem ga jaz spoznal – smo primorani trpeti brez senčice razloga, vzroka ali krivde … Ni moralnosti, ni védenja in ni upanja; je samo zavest o samih sebi, ki nas žene naokoli po svetu, ki … je vedno samo prazen in bežen videz … Trenutek, tren očesa in nič več ne ostane – razen kepe blata, hladnega blata, mrtvega blata, vrženega v temen prostor, ki se valja okoli ugaslega sonca. Nič. Niti misli, niti glasu, niti duše. Nič.«
V pismu s konca decembra leta 1897, naslovljenem na Cunnunghamea Grahama je Conrad metaforično opisal univerzum kot velik stroj: »Razvil se je (sem z vso resnostjo znanstven) iz kaosa iz drobcev železa in glej! – plete. Zgrožen sem nad groznim delom in stojim zaprepaden. Čutim, da bi on moral vezti – a še naprej plete. Ti prideš in rečeš: »to je v redu; gre samo za vprašanje prave vrste olja. Uporabimo to – denimo – nebesno olje in stroj bo izvezel nadvse lep vzorec v škrlatnem in zlatem.« Mar bo res? Joj, ne bo! Ne moreš s pletilnim strojem ob kakršnem koli posebnem mazivu izdelati vezenine. In najbolj uničujoča misel je, da se je ta neslavna stvar sama napravila; se napravila brez misli, brez zavesti, brez predvidevanja, brez oči, brez srca. Je tragična nesreča – in zgodila se je. Ne moreš posegati vanjo. Poslednja kaplja grenkobe je v slutnji, da je še razbiti ne moreš. Na osnovi te resnice, ene in nesmrtne, ki tiči v sili, ki je to stvar pripravila, da je skočila v obstoj, ta stvar je, kar je – in je neuničljiva! Vplete nas noter in odplete nas ven. Spletla je čas prostor, bolečino, smrt, kvarnost, obup in vse iluzije – in nič ni pomembno.«
Conrad je pripovedovalec o človeku v skrajnih situacijah. »Tisti, ki me berejo«, je zapisal v predgovoru k delu A Personal Record, »poznajo moje prepričanje, da svet, časni svet, sloni na nekaj zelo preprostih idejah; tako preprostih, da morajo biti že stare kot hribi. Sloni, posebej, med drugim na ideji Zvestobe.« Za Conrada je zvestoba pregrada, ki jo človek postavi nasproti niču, nasproti pokvarjenosti, nasproti zlu, ki je vsepovsod okoli njega, zahrbtno, čakajoč, da ga pogoltne, in ki je na nek način nepripoznano tudi v njem samem. Toda kaj se zgodi, ko se zvestoba skrije, ko je pregrada podrta in je zlo, ki je zunaj, pripoznano od zla, ki je znotraj? V njegovih najboljših trenutkih je to tema Conradovih del.
Kaj je senca Conradove umetnosti? Zagotovo ne zgodba, ki si jo – tako kot Shakespeare – pogosto izposodi od javnih virov in ki bi jo lahko poustvarili tudi manjši pisci; zgodba služi samo kot sredstvo za to, kar ima avtor za povedati. Prej gre Conradovo esenco iskati v upodobitvi sveta, odprtega za naše čute, in v svetovnem nazoru, ki ga je razvil tekom doživljanja tega zunanjega sveta in pa svojega lastnega notranjega sveta. En evokativen del tega nazora je Conrad izrazil v pismu iz avgusta 1901, ki ga je napisal uredniku časopisa The New York Times Saturday Book Review: »Egoizem, ki je gibalna sila sveta, in altruizem, ki je njegova morala, ta nasprotna si vzgiba, od katerih je eden tako preprost, drugi pa tako skrivnosten, nam ne moreta služiti, razen v nerazumljivem zavezništvu njunega nespravljivega antagonizma.«

### Jezik
Conrad je že od otroštva tekoče govoril tako poljsko kot francosko in si je znanje angleščine pridobil šele pri svojih dvajsetih letih. Zakaj se je potem odločil, da bo pisal knjige v dejansko svojem tretjem jeziku? V predgovoru k delu A Personal Record je izrazil trditev, da je bilo pisati v angleščini zanj »naravno«, in da je misel, da bi on sprejel premišljeno odločitev med angleščino in francoščino, kot so nekateri namignili, zmotna. Pojasnil je, da čeprav mu je bila francoščina domača že od otroštva, bi ga bilo strah poskušati, da bi se zražal v jeziku, ki je tako popolno »kristaliziran«. V pogovoru z ameriškim kiparjem Jo Davidsonom, ko mu je poziral za svoj doprsni kip, je v odgovor na Davidsonovo vprašanje dejal: »Ah … da pišeš v francoščini, jo moraš poznati. Angleščina je tako plastična – če nimaš besede, ki jo potrebuješ, jo lahko narediš, toda pišeš v francoščini, moraš biti umetnik, kakršen je Anatole France.« Te izjave, kot se tako pogosto primeri v Conradovih »avtobiografskih« spisih, so rahlo neiskrene. Leta 1897 je Conrada obiskal poljski rojak, Wincenty Lutosławski, ki je bil namenjen roteče prositi Conrada, naj piše v poljščini in »pridobiti Conrada za Poljsko literaturo«. Lutosławski se je spominjal, da je Conrad med njunim pogovorom pojasnil, zakaj ne piše v poljščini: »Preveč cenim našo lepo poljsko književnost, da bi vanjo vnašal svoje ničvredno blebetanje. Toda za Angleže so moje sposobnosti ravno pravšnje: omogočajo mi, da si zaslužim za preživetje.« Morda je povedno, da je Conrad pozneje pisal Lutosławskemu, da naj svoj obisk ohrani kot skrivnost.
Conrad je v delu A Personal Record pripomnil, da je angleščina »jezik moje skrivne izbire, moje prihodnosti, dolgega prijateljstva, najgloblje ljubezni, napornih ur in sproščenih ur in tudi samotnih ur, prebranih knjig, zasledovanih misli, zapomnjenih občutij – jezik samih mojih sanj!« Leta 1878 je bila Conradova štiriletna izkušnja s francosko trgovsko mornarico pretrgana, ko so Francozi odkrili, da nima dovoljenja konzula Ruskega cesarstva za plovbo pod francosko zastavo. To in pa nekaj »Conradovskih« tipično katastrofalnih naložb, ga je pustilo v obubožanosti in spodbudilo poskus samomora. Conrad se je s soglasjem svojega strica Brobowskega, ki je bil tedaj poklican v Marseilles, odločil, da bo iskal zaposlitev v britanski trgovski mornarici, ki ni zahtevala ruskega dovoljenja. Tako se je začelo Conradovo 16-letno mornariško znanstvo z Britanci in z angleškim jezikom.
Če bi Conrad ostal na frankofonskem območju ali se vrnil na Poljsko, bi ta sin poljskega pesnika, dramatika in prevajalca Apolla Korzeniowskega, ki je bil že od otroštva izpostavljen poljski in tuji literaturi in je imel ambicije sam postati pisatelj, morda na koncu namesto v angleščini pisal v francoščini ali poljščini. Zagotovo je njegov mentor in stric Tadeusz Bobrowski menil, da bi Conrad lahko pisal v poljščini; v pismu iz 1881 je svetoval svojemu 23-letnemu nečaku: »Ker, hvala Bogu, ne pozabljaš poljščine … in tvoje pisanje ni slabo, ponavljam, kar sem … napisal in rekel že prej – dobro bi storil, ko bi pisal … za Wędrowiec v Varšavi. Imamo malo popotnikov in še manj pravih dopisnikov: besede očividca bi bile zelo zanimive in bi ti sčasoma … prinesle denar. Bila bi to vežba v tvojem rodnem jeziku – ta nit, ki te veže s tvojo domovino in rojaki – in navsezadnje poklon spominu na tvojega očeta, ki je vedno hotel in tudi je služil svoji deželi s svojim peresom.«
Po mnenju nekaterih biografov je Conradov tretji jezik, angleščina, ostal pod vplivom njegov prvih dveh jezikov – poljščine in francoščine. Zaradi tega se njegova angleščina zdi nenavadna. Najder je zapisal: »Bil je človek treh kultur: poljske, francoske in angleške. Ker je bil vzgojen v poljski družini in kulturnem okolju, … se je kot otrok naučil francoščine in potem pri manj kot 17-ih odšel v Francijo, kjer je 4 leta služil v francoski trgovski mornarici. V šoli se je moral učiti nemščine, toda francoščina je do konca njegovega življenja ostala jezik, ki ga je govoril najbolj tekoče (in brez tujega naglasa). Dobro je obvladal francosko zgodovino in literaturo in francoski pisci so mu služili kot umetniški zgledi. Toda vse svoje knjige je napisal v angleščini – v jeziku, ki se ga je pričel učiti pri 20-ih letih. Tako je bil angleški pisatelj, ki je odraščal v drugih jezikovnih in kulturnih okoljih. Njegovo delo lahko vidimo, kot da se nahaja na mejnem območju samoprevoda.«
Conradovi spisi, kar je neizogibno za trojezičnega poljsko-francosko-angleškega govorca, občasno kažejo primere »francoske angleščine« ali »poljske angleščine« – to se pravi nenamerno rabo francoskega in poljskega besednjaka, slovnice ali sintakse v njegovih angleških sestavkih. V enem primeru je Najder uporabil »več zdrsov v besedišču, tipičnih za Conrada (galicizmi), in v slovnici (običajno polonizmi)« kot znotrajbesedilni dokaz proti trditvam Forda Madoxa Forda, Conradovega občasnega literarnega sodelavca, da je on, za serialno objavo v časopisu T. P.'s Weekly, napisal en del romana Nostromo namesto obolelega Conrada.
Neprikladnost delovanja v jeziku, ki že dolgo ni več tvoj glavni jezik vsakodnevne rabe, ponazarja Conradov poskus leta 1921, da bi v angleščino prevedel kratko igro »Jobova knjiga« poljskega zdravnika, kolumnista, pisca zgodb in komedij, Bruna Winawerja. Najder je zapisal: »Jezik [igre] je lahek, pogovoren, nekoliko individualiziran. Zlasti Herup in snobovski Žid, »Bolo« Bendziner, imata svoj značilen način izražanja. Conrad, ki je imel malo stikov z vsakdanjo, pogovorno poljščino, je poenostavil dialoge, izpustil Herupove znanstvene izraze in spregledal mnoge zabavne nianse. Dejanje je v izvirniku precej nedvoumno postavljeno v sodobno Varšavo, nekam med uglajeno družbo in polsvet; to specifično kulturno okolje se v prevodu izgubi. Conrad je izpustil mnogo poudarkov aktualne satire v predstavitvi dramskih oseb in prezrl ne samo neslovnični govor (ki se je morda izmuznil njegovi pozornosti) nekaterih likov, pač pa celo judovskost dveh izmed njih, Bola in Mosana.«
V praktičnem oziru Conrad, ko je začel pisati leposlovje, ni imel veliko druge izbire kot da piše v angleščini. Poljaki, ki so Conrada obtoževali kulturnega odpadništva, ker je pisal v angleščini namesto v poljščini, niso dojeli bistva, kakor ga ne dojamejo tudi tisti anglofonski govorci, ki v Conradovi samodejni izbiri angleščine za svoj umetniški medij vidijo priznanje nekakšni vrojeni superiornosti angleškega jezika. Po besedah Conradovega tesnega prijatelja in literarnega pomočnika Richard-a Curle-ja je bilo dejstvo, da je Conrad pisal v angleščini, »očitno zavajajoče«, kajti Conrad »ni nič bolj popolnoma angleški po svojem srcu kot je po svoji narodnosti«. Conrad, po Curlejevih besedah, »ne bi nikoli mogel pisati v nobenem drugem jeziku razen v angleškem … kajti v kateremkoli drugem jeziku bi bil nem razen v angleščini«.
Conrad je vseskozi ohranjal močno čustveno navezanost na svoj rodni jezik. Svojo gostujočo poljsko nečakinjo Karolo Zagórsko, je vprašal: »Ali mi boš odpustila, da moja sinova ne govorita poljsko?« Junija 1924, malo pred svojo smrtjo, je očitno izrazil željo, da bi njegov sin John oženil poljsko dekle in se naučil poljščine, in se poigraval z mislijo, da bi se za vselej vrnil v tedaj že neodvisno Poljsko.

### Polemika
Leta 1975 je nigerijski pisatelj Chinua Achebe objavil esej z naslovom »Podoba Afrike: rasizem v Conradovem 'Srcu teme'« (ang. »An Image of Africa: Racism in Conrad's 'Heart of Darkness'«), ki je sprožil polemiko s tem, ko je Conrada poimenoval »temeljiti rasist« (ang. »thoroughgoing racist«). Achebejevo stališče je bilo, da se Srca teme ne more smatrati za veliko umetnino, ker gre za »roman, ki slavi … razčlovečenje, ki razoseblja en del človeškega rodu«. Achebe, označujoč Conrada kot »talentiranega, trpečega človeka«, pripominja da Conrad (preko glavnega junaka Chrlesa Marlowa) omejuje in degradira Afričane na »ude«, »kote«, »lesketajoča se bela zrkla« itd., medtem ko istočasno (in v strahu) sumi na skupno sorodstvo med njim in temi domorodci – kar Marlowa privede do tega, da zaničljivo navrže besedo »grdo«. Achebe je prav tako navedel Conradov opis njegovega srečanja z Afričanom: »Nek orjaški samec, črnec, na katerega sem naletel na Haitiju, je do konca mojih dni učvrstil mojo predstavo o slepem, razjarjenem, brezrazumnem besu kot se manifestira v človeški živali.« Achebejev esej, ki predstavlja mejnik v postkolonialnem diskurzu, je sprožil razpravo in vprašanja, ki jih je odprl, so bila obdelana v večini nadaljnje literarno-kritične dejavnosti v zvezi z Conradom.
Achebejevi kritiki trdijo, da mu ne uspe razločevati med Marowovimi pogledi in Conradovimi, kar na koncu privede do zelo okornih interpretacij novele. Po njihovem videnju Conrad prikazuje Afričane naklonjeno in njihovo bedo tragično ter s sarkazmom omenja in neposredno obsoja domnevno plemenite namere evropskih kolonistov, s čimer izkazuje svoj skepticizem glede moralne superiornosti belega človeka. Prav zares je to osrednja tema romana; doživetja Marlowa v Afriki razgalijo brutalnost kolonializma in njegovo logiko. Ko pisatelj zaključuje odlomek, ki opisuje stanje uklenjenih, izstradanih sužnjev, pripomni: »Navsezadnje sem tudi jaz bil del vzvišene stvari teh visokih in pravičnih ravnanj.« Nekateri opazovalci zatrjujejo, da je Conrad, čigar rodno deželo so zavojevale imperialistične sile, že samo po sebi sočustvoval z drugimi podjarmljenimi ljudstvi. Jeffrey Meyers pripominja, da je bil Conrad, enako kot njegov znanec Roger Casement, »eden prvih, ki je postavljal pod vprašaj zahodno pojmovanje napredka, kar je bila prevladujoča ideja v Evropi od renesanse do prve svetovne vojne, ki je napadal hinavsko opravičevanje kolonializma in ki je razkrival … divjaško degradacijo belega človeka v Afriki«. Enako je tudi E.D. Morel, ki je vodil mednarodno opozicijo proti vladavini kralja Leopolda II. v Kongu, videl Conradovo Srce teme kot obsodbo kolonialne brutalnosti in o noveli govoril kot o »najmogočnejši stvari, kar jih je bilo na to temo napisanih« (ang. »the most powerful thing written on the subject«).
Preučevalec Conrada Peter Firchow je zapisal, da »nikjer v romanu Conrad ali katerikoli od njegovih pripovedovalcev, bodisi v obliki nastopajočega lika bodisi drugače, ne postavlja trditve o superiornosti na strani Evropejcev na osnovi domnevnih genetskih ali bioloških razlik«. Če sta Conrad ali njegov roman rasistična, sta samo v blažjem pomenu, ker Srce teme sicer priznava rasne razlike, »toda ne ponuja ideje o bistveni superiornosti« katerekoli skupine. Achebejevo interpretacijo Srca teme se da izpodbijati (in se tudi jo je izpodbijalo) z interpretacijo Conradove druge zgodbe o Afriki, »Postojanke napredka« (ang. »An Outpost of Progress«), ki ima vsevednega pripovedovalca in ne pripovedovalca, utelešenega v literarnem liku, Marlowa. Nekateri od mlajših preučevalcev, kot je Masood Ashraf Raja, so tudi predložili, da če beremo še druga Conradova dela naprej od Srca teme, posebej njegove »indonezijske« romane, je moč idejo o rasizmu še dodatno zaplesti s tem, da postavimo v ospredje Conradovo pozitivno upodobitev muslimanov.
Leta 1998 je H.S. Zins v Pula: Botswana Journal of African Studies (sl. Pula: Bocvanska revija za afriške študije) zapisal: »Conrad je napravil angleško književnost bolj zrelo in refleksivno, zato ker je pritegnil pozornost k čisti grozi političnih realnosti, ki so jo angleški državljani in politiki spregledali. Primer Poljske, njegove zatirane domovine, je bil ena od takih zadev. Kolonialno izkoriščanje Afričanov je bila druga. Njegova obsodba imperializma in kolonializma, združena z naklonjenostjo do preganjanih in trpečih žrtev, je izvirala od njegovega poljskega porekla, od njegovega lastnega osebnega trpljenja in od izkušnje preganjanega ljudstva, ki živi pod tujo zasedbo. Osebni spomini so porodili v njem izjemno občutljivost za razvrednotenje človeka in pa čut moralne odgovornosti.«
Conradova izkušnja iz Konga, ki je bil takrat pod belgijsko upravo, je iz njega napravila enega najbolj srditih kritikov »poslanstva belega človeka«. Bila je tudi, kot piše Najder, Conradov najbolj drzen in poslednji »poskus, da bi postal »homo socialis«, kolesce v mehanizmu družbe. S tem ko je sprejel službo v trgovskem podjetju, se je pridružil, enkrat izjemoma v svojem življenju, organizirani, obsežni skupinski dejavnosti na kopnem. … Ni naključje, da je odprava v Kongu ostala osamljen dogodek v Conradovem življenju. Vse do svoje smrti je ostal samotar v socialnem smislu in ni nikoli postal povezan s katerokoli institucijo ali jasno opredeljeno skupino ljudi«.

## Spomeniki
Spomenik Conradu v obliki sidra v Gdyniji, na obali Baltskega morja na Poljskem, vsebuje njegov citat v poljščini: »Nic tak nie nęci, nie rozczarowuje i nie zniewala, jak życie na morzu« (sl. »Nič tako ne vabi, ne razočara in ne usužnjuje kot življenje na morju«, ang. izvirnik »[T]here is nothing more enticing, disenchanting, and enslaving than the life at sea« – Lord Jim, 2. poglavje, 1. odstavek).
V sydneyskem pristanišču Circular Quay obeležuje Conradove obiske v Avstraliji med leti 1879 in 1892 plošča na »Pisateljski poti« (ang. »Writers Walk«). Plošča navaja: »Mnoga njegova dela odsevajo njegovo 'ljubezen do tega mladega kontinenta'«. 
V San Franciscu so leta 1979 slovesno posvetili majhen trikotni trg na Columbus Avenue in Beach Street, blizu soseske Fisherman's Wharf, kot Joseph Conrad Square, poimenovan po Conradu.
Proti koncu druge svetovne vojne je bila križarka Kraljeve mornarice HMS Danae prekrščena v ORP Conrad in je služila kot del Poljske mornarice.
Ne oziraje se na nedvomno trpljenje, ki ga je Conrad prestal na mnogih od svojih potovanj, ga sentimentalnost in premeteni marketing postavljata v najboljše turistične nastanitve na več njegovih popotnih destinacijah. Hoteli po Daljnem vzhodu si ga še vedno lastijo kot častnega gosta, vendar brez dokazov v podporo svojim trditvam: singapurški Raffles Hotel še naprej trdi, da je bil tam nastanjen, čeprav je dejansko bival v bližnjem Sailors' Home. Njegov obisk v Bangkoku prav tako ostaja v kolektivnem spominu mesta in je zabeležen v uradni zgodovini hotela Mandarin Oriental (kjer v resnici ni bil nikoli nastanjen, saj je bival na svoji ladji Otago) poleg manj olikanega gosta, Somerseta Maughama, ki je hotel potem postavil na sramotilni steber v eni od svojih kratkih zgodb kot maščevanje za poskuse, da bi ga vrgli ven.
Plošča, ki obeležuje spomin na »Josepha Conrada–Korzeniowskega« je bila postavljena ob singapurskem The Fullerton Hotelu.
Poroča se tudi, da naj bi Conrad bival v Peninsula Hotelu v Hong Kongu, vendar tega pristanišča ni nikoli obiskal. Poznejši literarni občudovalci, vidnejši med njimi Graham Greene, so šli tesno po njegovih stopinjah, tako da so včasih zahtevali isto sobo in s tem podaljševali obstoj mitov, ki nimajo osnove v dejstvih. Do sedaj ni poznano še nobeno karibsko letovišče, ki bi si lastilo Conradovo zavetništvo, čeprav se verjame, da je ob svojem postanku na otoku Martinik na svojem prvem potovanju leta 1875, ko je plul kot potnik na ladji Mont Blanc, bival v penzionu v Fort-de-France.
Aprila 2013 je bil odkrit spomenik Conradu v ruskem mestu Vologda, kjer so v izgnanstvu živeli on in njegovi starši v letih 1862-1863. Spomenik je bil odstranjen junija 2016 brez jasnega pojasnila.

## Vpliv
Po objavi romana Chance leta 1913 je Conrad postal predmet več razprav in hvale kot katerikoli drug angleški pisatelj tistega časa. Imel je nadarjenega duha za družabništvo in njegov prijateljski krog, ki ga je pričel graditi še pred svojimi prvimi objavami, je vključeval pisatelje in druge vodilne osebnosti s področja umetnosti kot so: Henry James, Robert Bontine, Cunninghame Graham, John Galsworthy, Edward Garnett, Garnettova žena Constance Garnett (prevajalka iz ruske literature), Stephen Crane, Hugh Walpole, George Bernard Shaw, H. G. Wells, Arnold Bennett, Norman Douglas, Jacob Epstein, T. E. Lawrence, André Gide, Paul Valéry, Maurice Ravel, Valery Larbaud, Saint-John Perse, Edith Wharton, James Huneker, antropolog Bronisław Malinowski, Józef Retinger (pozneje ustanovitelj Evropskega gibanja, ki je privedlo do Evropske unije, ter avtor dela Conrad and His Contemporaries (sl. Conrad in njegovi sodobniki). Conrad je opogumljal mlajše pisatelje in jim bil za mentorja. V prvih letih 20. stoletja je napisal krajši niz romanov v sodelovanju z Fordom Madoxom Fordom.
V letih 1919 in 1922 je Conradov rastoči ugled in prestiž med pisatelji in kritiki v celinski Evropi vzpodbudil njegove upe glede Nobelove nagrade za književnost. Zanimivo je, da so bili očitno Francozi in Švedi in ne Angleži tisti, ki so podpirali njegovo kandidaturo.
Aprila 1914 je Conrad, ki je posedoval dedni poljski plemiški položaj in plemiški grb, imenovan Nałęcz, odklonil nededni viteški naslov, ki mu ga je ponudil premier iz laburistične stranke Ramsay MacDonald. Conrad je ohranjal distanco do uradnih struktur – nikoli ni glasoval na britanskih državnih volitvah – in se zdi, da je bil na splošno nenaklonjen javnim počastitvam; že prej je zavrnil častne akademske naslove univerz Cambridge, Durham, Edinburg, Liverpool in Yale.
Med Conradovimi romani sta zelo brana Lord Jim in Nostromo, tako kot predpisano čtivo kakor tudi za lastno veselje. Črnec z Narcisa, Tajni agent in Z zahodnimi očmi se tudi prištevajo med njegove najboljše romane. Da se zagovarjati, da njegovo najbolj vplivno delo ostaja Srce teme, s katerim so se mnogi seznanili preko filma Francisa Forda Coppole Apokalipsa zdaj, ki ga je navdihnil dotični Conradov roman in je postavljen v čas vietnamske vojne; upodobitev potovanja v temo človeške psihe vzbuja odmev pri sodobnih bralcih. Conradove kratke zgodbe, drugi romani in neleposlovni spisi so prav tako še naprej deležni naklonjenosti mnogih bralcev in filmskih ustvarjalcev.
V Ljudski republiki Poljski so bili objavljeni prevodi vseh Conradovih del razen Z zahodnimi očmi, ki so ga cenzorji prepovedali zaradi njegovega zagovarjanja pravičnosti in nevtralnosti. Z zahodnimi očmi je na Poljskem izšel v 80-ih kot ilegalna knjiga. 
Joseph Conrad je vplival na mnoge poznejše pisce, med njimi so: D. H. Lawrence, T. S. Eliot, Maria Dąbrowska, F. Scott Fitzgerald, William Faulkner, Gerald Basil Edwards, Ernest Hemingway, Antoine de Saint-Exupéry, André Malraux, George Orwell, Graham Greene, Anthony Powell, Malcolm Lowry, William Golding, William S. Burroughs, Joseph Heller, Italo Calvino, Gabriel García Márquez, Peter Matthiessen, J. G. Ballard, Chinua Achebe, John le Carré, V. S. Naipaul, Philip Roth, Hunter S. Thompson, J. M. Coetzee, Stephen R. Donaldson in Salman Rushdie.
Edward Said je zapisal: »Conradov dosežek je v tem, da je uredil kaos svoje eksistence v visoko urejeno umetnost, ki je natančno odsevala in obvladovala realnosti, s katerimi se je ubadala. Njegova izkušnja, in sicer tako izkušnja človeka kot pisatelja, je edinstvena v angleški literaturi: nobena izselitev iz domovine ni bila tako popolna ali tako kompleksna kot njegova, nobeno literarno ustvarjanje tako globoko nenavadno in kreativno. … Prisiljen se zopet zateči k svoji individualnosti je sprejel njena bremena in njeno brezkompromisno pesimistično videnje realnosti. … V tem, da ni mogel naposled spremeniti celotno svoje trpljenje v zaslužen mir, je značilna conradovska ironija.«

## Dela

### Romani
- Almayer's Folly (1895);
- An Outcast of the Islands (1896);
- The Nigger of the 'Narcissus' (1897);
- Heart of Darkness (1899);
- Lord Jim (1900);
- The Inheritors (1901, napisano v sodelovanju z Fordom Madoxom Fordom);
- Typhoon (1902, začet 1899);
- The End of the Tether (napisano leta 1902; izšlo v zbirki Youth, a Narrative and Two Other Stories, 1902);
- Romance (1903, napisano v sodelovanju s Fordom Madoxom Fordom);
- Nostromo (1904);
- The Secret Agent (1907);
- Under Western Eyes (1911);
- Chance (1913);
- Victory (1915);
- The Shadow Line (1917);
- The Arrow of Gold (1919);
- The Rescue (1920)
- The Nature of a Crime (1923, napisano v sodelovanju s Fordom Madoxom Fordom);
- The Rover (1923);
- Suspense: A Napoleonic Novel (1925; nedokončano, objavljeno posmrtno).

### Kratke zgodbe
- »The Black Mate«: po Conradovih besedah napisano leta 1886; to delo lahko štejemo za njegov opus 00; po smrti izdano v zbirki Tales of Hearsay leta 1925.
- »The Idiots«: Conradova dejansko prva kratka zgodba, ki jo lahko smatramo za njegov opus 0; napisana je bila na medenih tednih, objavljena prvič v reviji The Savoy leta 1896 in pozneje izdana v zbirki Tales of Unrest istega leta.
- »The Lagoon«: zloženo 1896, objavljeno v Cornhill Magazine leta 1897; izšlo v zbirki Tales of Unrest leta 1898, po Conradovih besedah: »To je prva kratka zgodba, ki sem jo napisal.«
- »An Outpost of Progress«: napisano 1896; objavljeno v Cosmopolis 1897, pozneje izšlo v zbirki Tales of Unrest 1898; »Moja naslednji poskus v pisanju kratkih zgodb«; kaže številne tematske sorodnosti s Srcem teme; Conrad jo je leta 1906 opisal kot svojo najboljšo zgodbo.
- »The Return«: končano v začetku 1897, med pisanjem »Karaina«; nikoli objavljeno v reviji; uvrščeno v zbirko Tales of Unrest 1898: »Kakršnakoli prijazna beseda o »The Return« (in take besede so bile izrečene ob različnih priložnostih) v meni prebudi kar najbolj živo hvaležnost, zakaj sam vem, koliko me je stalo pisanje te domišljijske zgodbe glede samega napora, glede razpoloženja in deziluzije.« Conrad, ki je trpel ob pisanju te psihološke mojstrovine v introspekciji, je nekoč izjavil: »Sovražim jo.«
- »Karain: A Memory«: napisan med februarjem in aprilom 1897; objavljeno novembra 1897 v reviji Blackwood's Magazine in pozneje v zbirki Tales of Unrest iz leta 1898; »moja tretja kratka zgodba v … časovnem zaporedju«.
- »Youth«: napisano 1898; objavljeno v zbirki Youth, a Narrative, and Two Other Stories 1902.
- »Falk«: novela, napisana v začetku 1901; objavljena v zbirki Typhoon and Other Stories 1903.
- »Amy Foster«: zloženo 1901; objavljeno v časopisu Illustrated London News decembra 1901 in pozneje izdano v zbirki Typhoon and Other Stories 1903.
- »To-morrow«: napisano v začetku 1902; objavljeno v delih v reviji The Pall Mall Magazine 1902 in pozneje v zbirki Typhoon and Other Stories 1903.
- »Gaspar Ruiz«: napisano po Nostromu v letih 1904-5; objavljeno v The Strand Magazine 1906 in pozneje v zbirki A Set of Six 1908 (UK) oziroma 1915 (ZDA). Ta zgodba je bilo edino Conradovo delo, ki ga je avtor sam priredil za film, pod naslovom Gaspar the Strong Man 1920.
- »An Anarchist«: napisano proti koncu 1905; objavljeno v nadaljevanjih v Harper's Magazine 1906; pozneje izšlo v zbirki A Set of Six 1908 (UK), 1915 (ZDA).
- »The Informer«: napisano pred januarjem 1906; objavljeno decembra 1906 v Harper's Magazine, pozneje izšlo v zbirki A Set of Six 1908 (UK), 1915 (ZDA).
- »The Brute«: napisano na začetku 1906; objavljeno v The Daily Chronicle decembra 1906; izšlo še v zbirki A Set of Six 1908 (UK), 1915 (ZDA).
- »The Duel: A Military Story«: objavljeno v nadaljevanjih najprej v Angliji v The Pall Mall Magazine na začetku 1908 in pozneje tega leta še v ZDA pod naslovom »The Point of Honor« v reviji Forum; pozneje izšlo še v zbirki A Set of Six leta 1908  ter samostojno pri založbi Garden City Publishing leta 1924. V zgodbi na kratko nastopi Joseph Fouché.
- »Il Conde« (tj. Conte [grof]): objavljeno v Cassell's Magazine (UK) 1908 in Hampton's (ZDA) 1909; pozneje izide še v zbirki A Set of Six 1908 (UK), 1915 (ZDA).
- »The Secret Sharer«: napisano decembra 1909; objavljeno v Harper's Magazine 1910 in pozneje v zbirki Twixt Land and Sea 1912.
- »Prince Roman«: napisano 1910, objavljeno 1911 v The Oxford and Cambridge Review; posthumno izšlo v zbirki Tales of Hearsay 1925; delo temelji na zgodbi kneza Romana Sanguszka s Pojske (1800–1881).
- »A Smile of Fortune«: dolga pripoved, že skoraj novela, napisana sredi 1910-ih; objavljena v London Magazine februarja 1911; izšlo v zbirki Twixt Land and Sea 1912.
- »Freya of the Seven Isles«: zgodba je že skoraj novela, napisana v času od konca 1910 do začetka 1911; objavljena v The Metropolitan Magazine v začetku 192 in v London Magazine julija 1912, izšla še v zbirki Twixt Land and Sea 1912.
- »The Partner«: napisano 1911; objavljeno v zbirki Within the Tides 1915.
- »The Inn of the Two Witches«: napisano 1913; objavljeno v zbirki Within the Tides 1915.
- »Because of the Dollars«: napisano 1914; objavljeno v zbirki Within the Tides 1915.
- »The Planter of Malata«: napisano 1914; objavljeno v zbirki Within the Tides 1915.
- »The Warrior's Soul«: napisano proti koncu 1915, na začetku 1916; objavljeno v Land and Water marca 1917; izšlo še v zbirki Tales of Hearsay 1925.
- »The Tale«: Conradova edina zgodba o prvi svetovni vojni; napisana 1916, prvič objavljena 1917 v The Strand Magazine; posthumno izšlo v zbirki Tales of Hearsay 1925.

### Eseji
- »Autocracy and War« (1905);
- The Mirror of the Sea (zbirka avtobiografskih esejev, prvič objavljenih po različnih revijah v letih 1904–1906), 1906;
- »A Personal Record« (objavljeno tudi pod naslovom »Some Reminiscences«), 1912;
- »The First News«, 1918;
- »The Lesson of the Collision: A monograph upon the loss of the 'Empress of Ireland'«, 1919;
- »The Polish Question«, 1919;
- »The Shock of War«, 1919;
- »Notes on Life and Letters«, 1921;
- »Notes on My Books«, 1921;
- Last Essays, uredil Richard Curle, 1926;
- The Congo Diary and Other Uncollected Pieces, uredil Zdzisław Najder, 1978, ISBN 978-0-385-00771-9.

## Filmske upodobitve
- Victory (1919), režija: Maurice Tourneur.
- Lord Jim (1925), režija: Victor Fleming.
- Niebezpieczny raj (sl. Nevarni raj, 1930), poljska priredba romana Victory.
- Dangerous Paradise (1930), prirejeno po romanu Victory, režija: William Wellman.
- Sabotage (1936), prirejeno po The Secret Agent, režija: Alfred Hitchcock.
- Victory (1940), kot igralec nastopa Fredric March.
- An Outcast of the Islands (1952), kot igralec nastopa Trevor Howard.
- Lord Jim (1965), v glavni vlogi Peter O'Toole.
- The Rover (1967), prirejeno po romanu The Rover (1923), režija: Terence Young, kot igralec nastopa Anthony Quinn.
- La ligne d'ombre (1973), televizijska priredba romana The Shadow Line, režija: Georges Franju.
- Smuga cienia (sl. Črta sence, 1976), poljsko-britanksa priredba dela The Shadow Line, režija: Andrzej Wajda.
- The Duellists (1977), priredba po zgodbi The Duel, režija: Ridley Scott.
- Naufragio (1977), mehiška priredba zgodbe Tomorrow, režija: Jaime Humberto Hermosillo.
- Apocalypse Now (sl. Apokalipsa zdaj 1979), režija: Francis Ford Coppola, prirejeno po The Heart of Darkness.
- Un reietto delle isole (1980), režija Giorgio Moser, italijanska priredba dela An Outcast of the Islands, v glavni vlogi nastopa Maria Carta.
- Victory (1995), po istoimenskem romanu priredil in režiral Mark Peploe.
- The Secret Agent (1996), v glavni vlogi nastopajo Bob Hoskins, Patricia Arquette in Gérard Depardieu.
- Swept from the Sea (1997), prirejeno po kratki zgodbi »Amy Foster«, režiral Beeban Kidron.
- Gabrielle (2005), režiral Patrice Chéreau, prirejeno po kratki zgodbi »The Return« (1898), v glavnih vlogah Isabelle Huppert in Pascal Greggory.
- Hanyut (2011), malezijska priredba dela Almayer's Folly.
- Almayer's Folly (2011), režiral Chantal Akerman.
- The Young One (2016), prirejeno po zgodbi »Youth«, režiral Julien Samani.
- Nostromo (1997), BBC-jeva televizijska priredba, v koprodukciji z italijansko in špansko nacionalno televizijo ter WGBH Boston.
- The Secret Agent (2016), kratka TV nadaljevanka, prirejena po romanu The Secret Agent, v glavnih vlogah nastopajo Toby Jones, Vicky McClure in Stephen Graham.

## Uglasbitve
- »Heart of Darkness« (2011), komorna opera v enem dejanju Tarika O'Regana, z libretom v angleščini izpod peresa Toma Phillipsa.
- »Suite from Heart of Darkness« (2013) za orkester in pripovedovalca, zložil Tarik O'Regan.

### Besedila na spletu
- Dela Josepha Conrada Arhivirano 2013-09-08 na Wayback Machine. na spletni strani Conrad First, arhiv vseh časopisov in revij, v katerih so bila objavljena Conradova dela
- Dela Josepha Conrada na spletni strani Project Gutenberg
- Dela Josepha Conrada na spletni strani Internet Archive
- Dela Josepha Conrada na spletni strani LibriVox (javno dostopne zvočne knjige)
- Dela Josepha Conrada na spletni strani The Online Books Page

### Življenjepisi in zbirke podatkov o Conradu
- The Joseph Conrad Society (UK)
- Joseph Conrad Society of America
- Biografija Josepha Conrada na spletni strani The Joseph Conrad Centre of Poland
- Biografija Josepha Conrada na spletni strani The Literature Network
- Joseph Conrad na spletni strani culture.pl
- Arhivsko gradivo, povezano z Josephom Conradom na spletni strani UK National Archives.

### Literarna kritika
- Conradu posvečena stran na spletni strani Literary Journal.com, veliko raziskovalnih člankov o Conradovem delu
- »Between Worlds: Edward Said makes sense of his life«, članek Edwarda Saida, objavljen v London Review of Books, vol. 20, no. 9, 7 May 1998, strani 3–7.

### Razno
- Joseph Conrad na spletni strani Find a Grave